# Stare Miasto w Lwówku Śląskim
Stare Miasto, Starówka – najstarszy, historyczny obszar Lwówka Śląskiego, w obrębie Plant, będący zwartym zespołem zachowanej architektury zabytkowej, przeważnie z XIII i XIV wieku o średniowiecznym układzie zabudowy, otoczony podwójnym pierścieniem murów obronnych z XIV wieku. Jest to jedna z najstarszych i najlepiej zachowanych średniowiecznych osad miejskich na Dolnym Śląsku, z bogatą historią i licznymi zabytkami architektonicznymi. Obszar ten obejmuje głównie historyczny układ urbanistyczny miasta, który zachował swoją formę od czasów średniowiecznych i stanowi wyjątkowy przykład średniowiecznego planowania miejskiego.
Dla centrum Lwówka Śląskiego ograniczonego Plantami powszechnie używa się nazwy Stare Miasto. Jest to kolokwializm, nazwa nieformalna. Obszar ten nigdy tak się oficjalnie nie nazywał po 1945 roku. Jedną z nielicznych nazw formalnych będących właściwymi dla tego obszaru jest nazwa stanowiska archeologicznego - Stare Miasto - znajdującego się w gminnej ewidencji zabytków pod numerem 488.
Lwówek uzyskał lokację miejską w 1218 roku, bądź wcześniej. Był miastem królewskim, które posiadało m.in.: prawo do organizacji targów i jarmarków, handlu solą czy bicia własnej monety.
Głównymi zabytkami lwóweckiego Starego Miasta są znajdujące się na Rynku oraz w jego okolicy: kościół Wniebowzięcia Najświętszej Maryi Panny, Ratusz, najstarszy wciąż działający zakład w Polsce – Browar Lwówek 1209, kamienice śródrynkowe, m.in.: Agatowa, czy Ław Szewskich i Chlebowych, a także podwójny pierścień murów obronnych z basztami bramnymi – Baszta Bramy Lubańskiej i Baszta Bramy Bolesławieckiej.

## Historia

### Średniowiecze

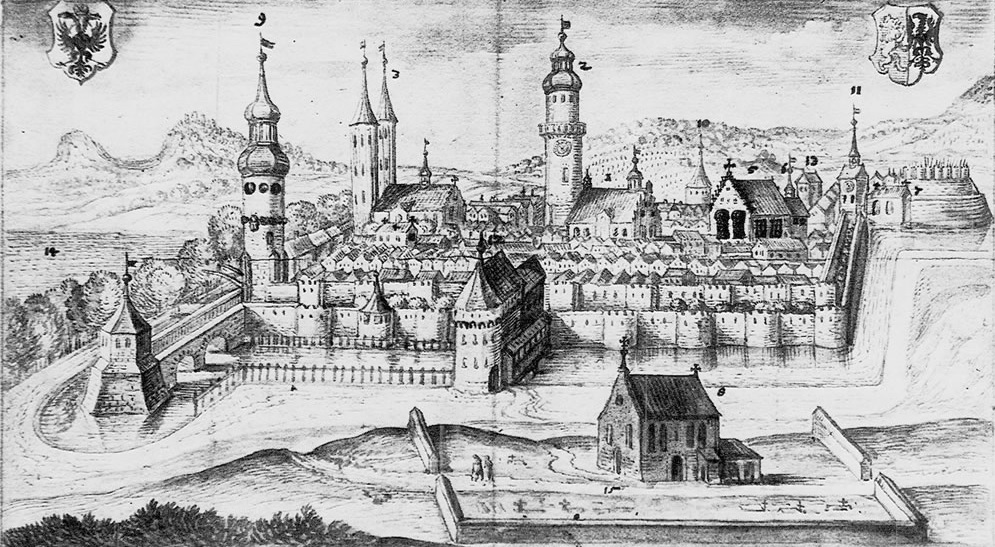
Lwówek Śląski panorama z XVI wieku

Lwówek Śląski uzyskał prawa miejskie w 1217 roku, co czyni go jednym z najstarszych miast w Polsce. Jego lokalizacja na skrzyżowaniu ważnych szlaków handlowych sprzyjała szybkiemu rozwojowi ekonomicznemu. W XIII wieku miasto zostało otoczone podwójnym pierścieniem murów obronnych, które miały chronić mieszkańców przed najazdami. Dzięki wsparciu książąt śląskich, w szczególności Henryka Brodatego, miasto rozwijało się jako znaczący ośrodek handlowy, słynący z produkcji piwa i sukna.

### Renesans i barok
W XV i XVI wieku, pomimo konfliktów zbrojnych i licznych pożarów, Lwówek Śląski przeżywał rozkwit. W tym okresie rozbudowano wiele obiektów, nadając im styl renesansowy, a Stare Miasto zyskało na znaczeniu jako ośrodek kultury i sztuki. W XVII wieku, w wyniku wojny trzydziestoletniej i późniejszych konfliktów, miasto doznało poważnych strat, co jednak nie zniszczyło jego historycznego układu. W XVIII wieku wiele budynków zostało przebudowanych w stylu barokowym, co dodało miastu nowych akcentów architektonicznych.

### XIX i XX wiek
W XIX wieku, mimo rozwoju przemysłu i urbanizacji, Stare Miasto zachowało swój historyczny charakter, mimo że powstały nowe dzielnice, infrastruktura kolejowa, a nowe budynki sukcesywnie zastępowały starą zabudowę. W okresie międzywojennym podejmowano starania, aby chronić zabytkowy charakter Starego Miasta, wtedy też dokonano m.in. częściowej rekonstrukcji murów miejskich. Po II wojnie światowej, Lwówek Śląski znalazł się w granicach Polski, a miasto spotkały liczne zniszczenia wojenne i późniejsze wyburzenia na rzecz budowy bloków mieszkalnych. Od lat powojennych wiele obiektów przeszło gruntowne prace restauratorskie, mające na celu odnowienie uszkodzonych budynków.

## Architektura

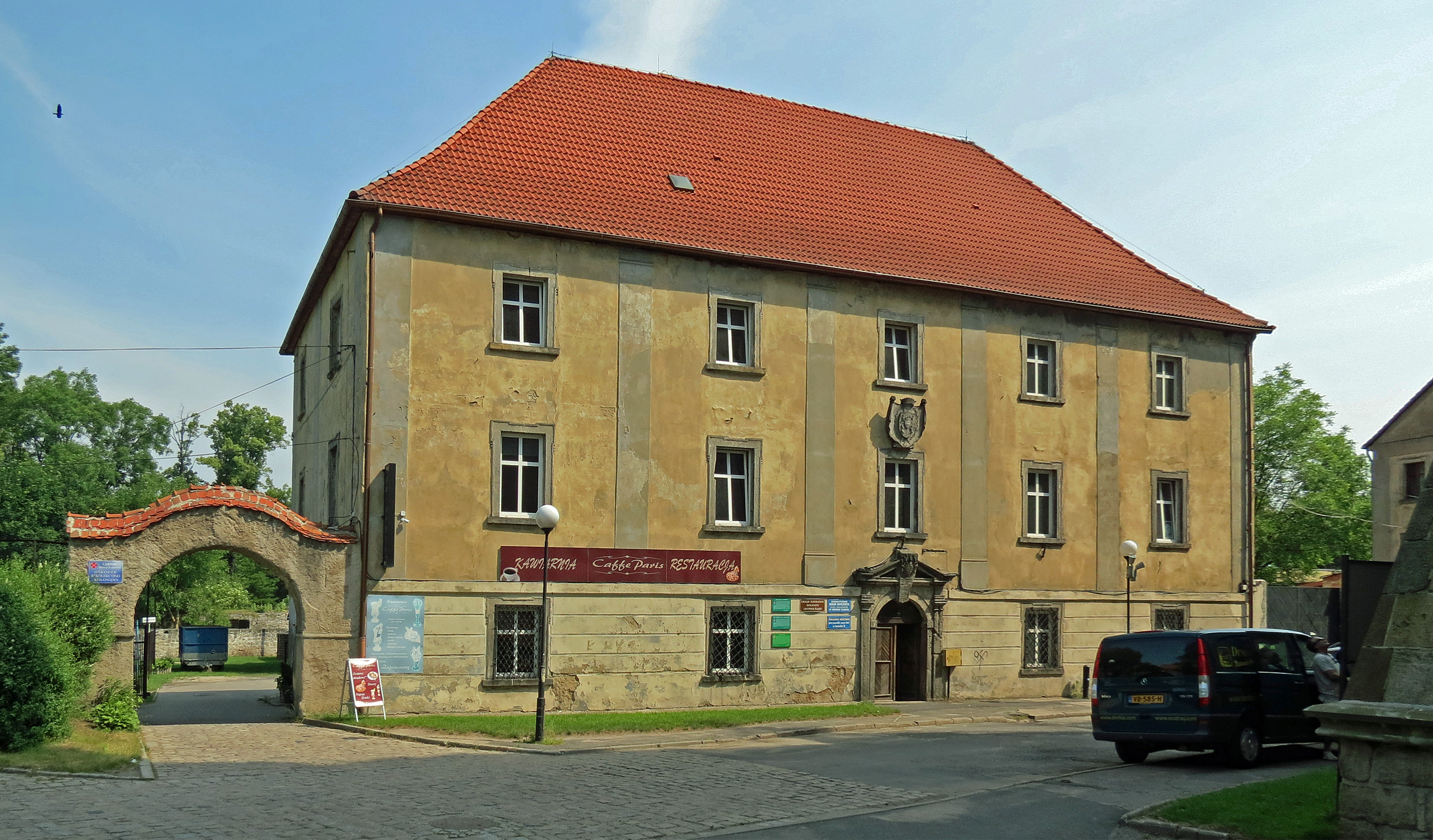
Dawna Komandoria Joannitów

Stare Miasto w Lwówku Śląskim charakteryzuje się średniowiecznym układem przestrzennym, z centralnie położonym rynkiem na planie prostokąta, wokół którego rozchodzą się ulice. Architektura łączy w sobie elementy gotyku, renesansu i baroku, co sprawia, że jest ona wyjątkowa na tle innych miast Dolnego Śląska.

### Ratusz
Ratusz w Lwówku Śląskim, wzniesiony w XIV wieku, jest jednym z najstarszych zachowanych ratuszy w Polsce i największym na Dolnym Śląsku. Budynek przeszedł liczne przebudowy, w szczególności w XVI wieku, gdy nadano mu charakter renesansowy. Ratusz wyróżnia się bogatą dekoracją rzeźbiarską oraz malowidłami ściennymi i strzelistą wieżą zegarową.

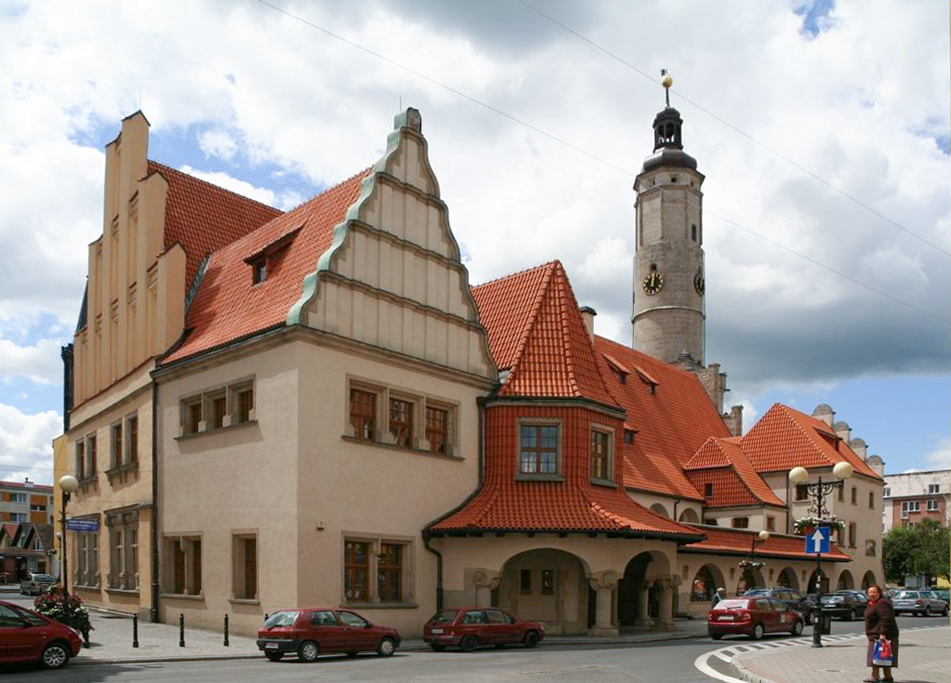
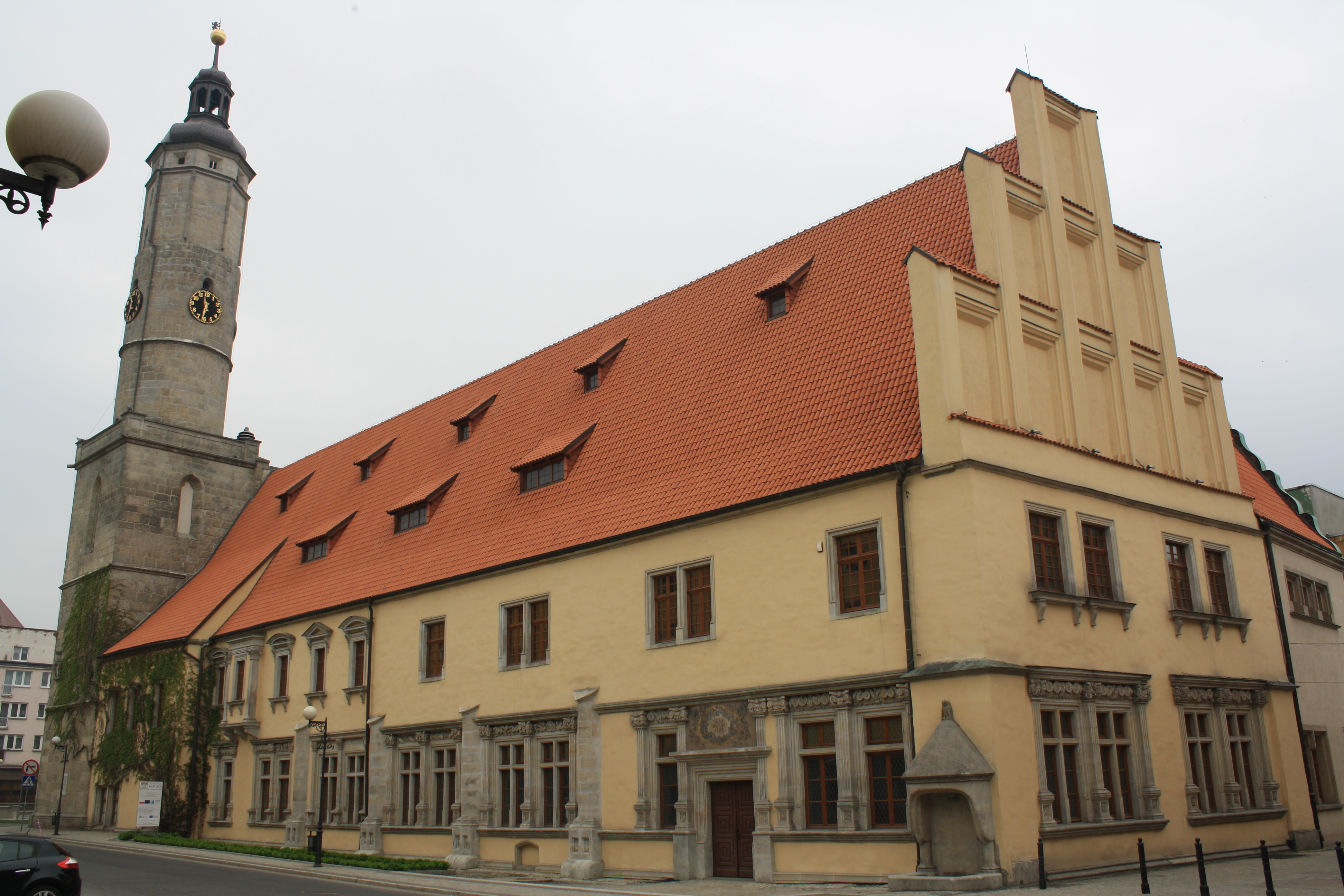
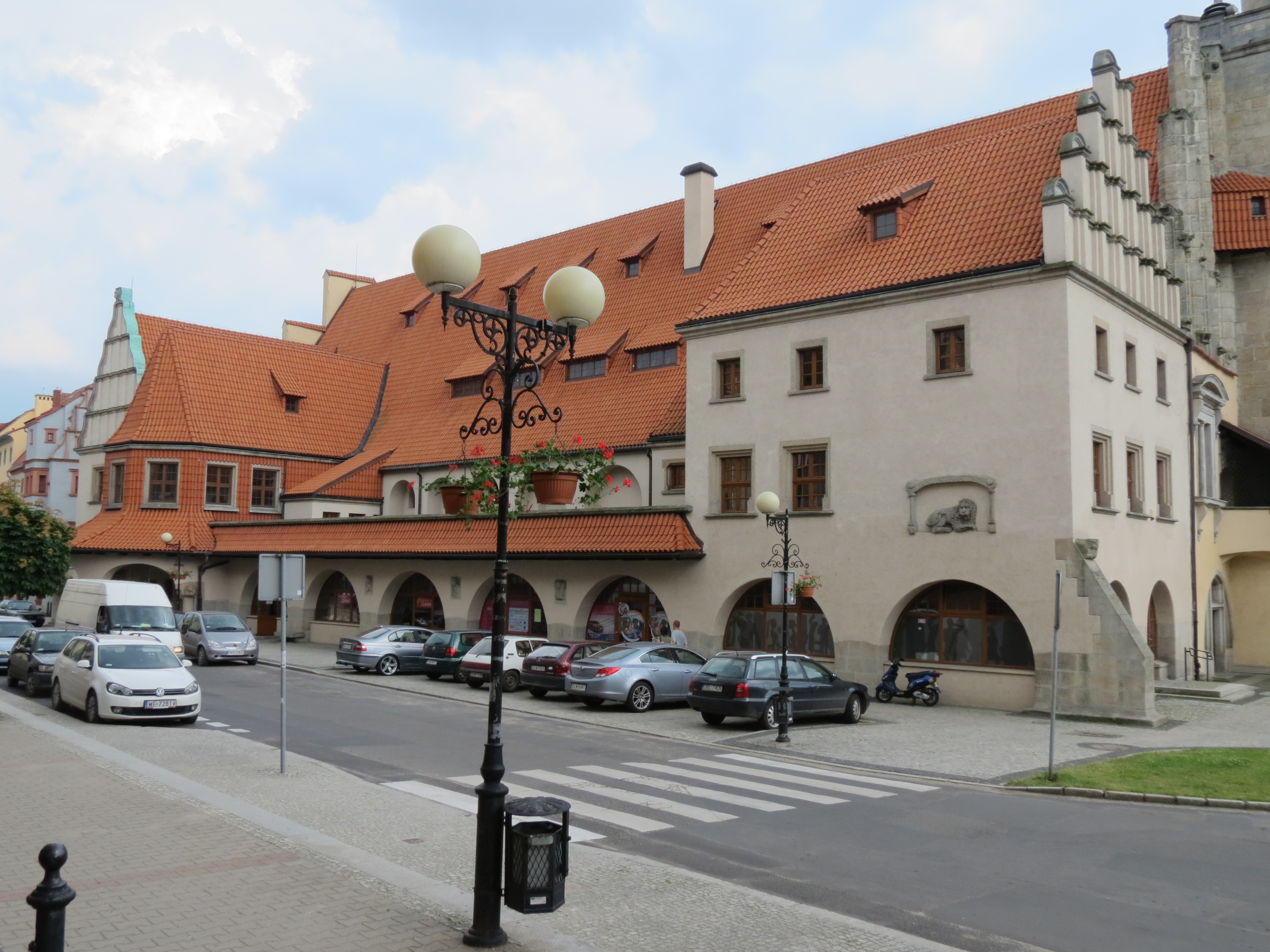
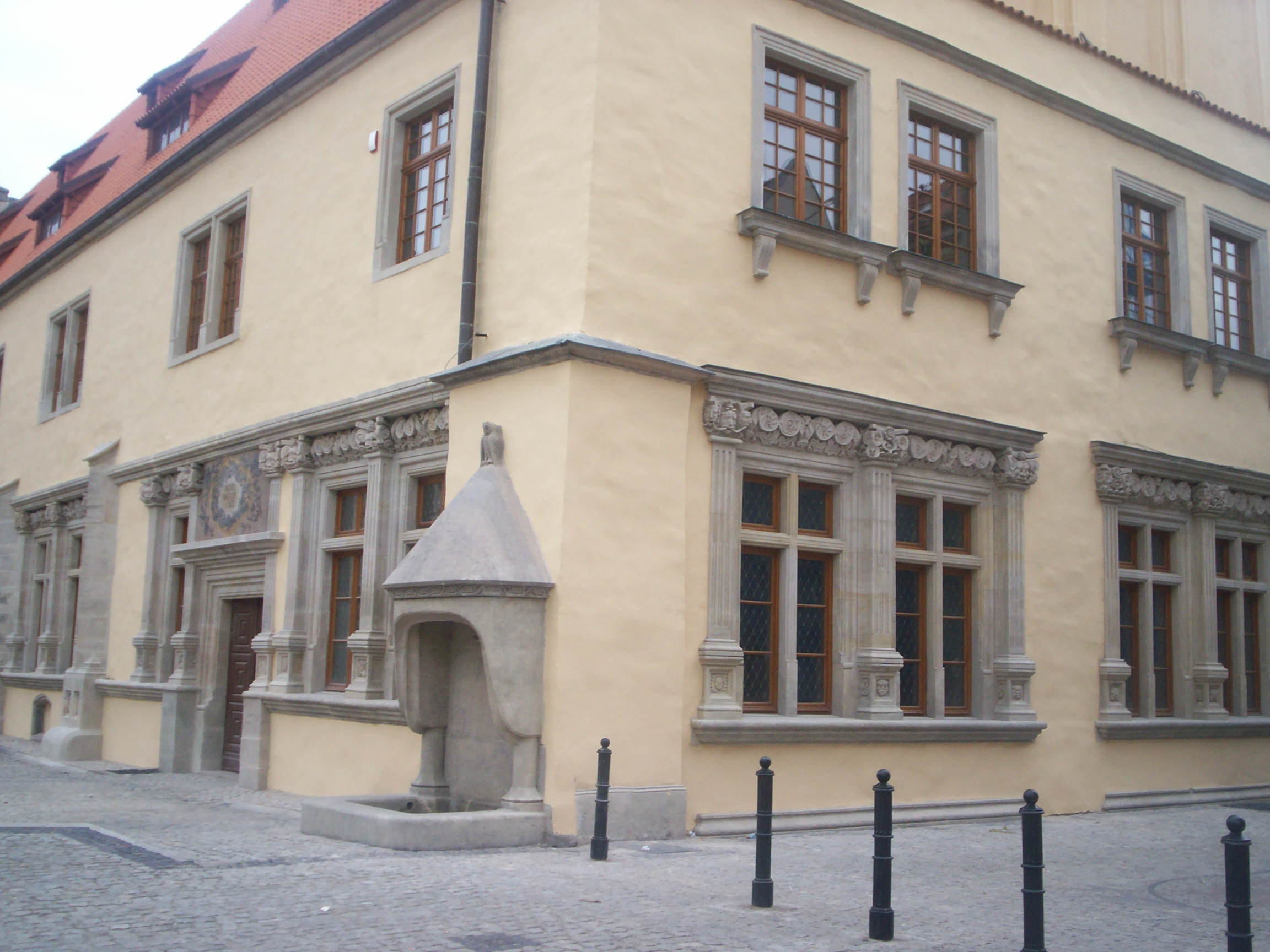
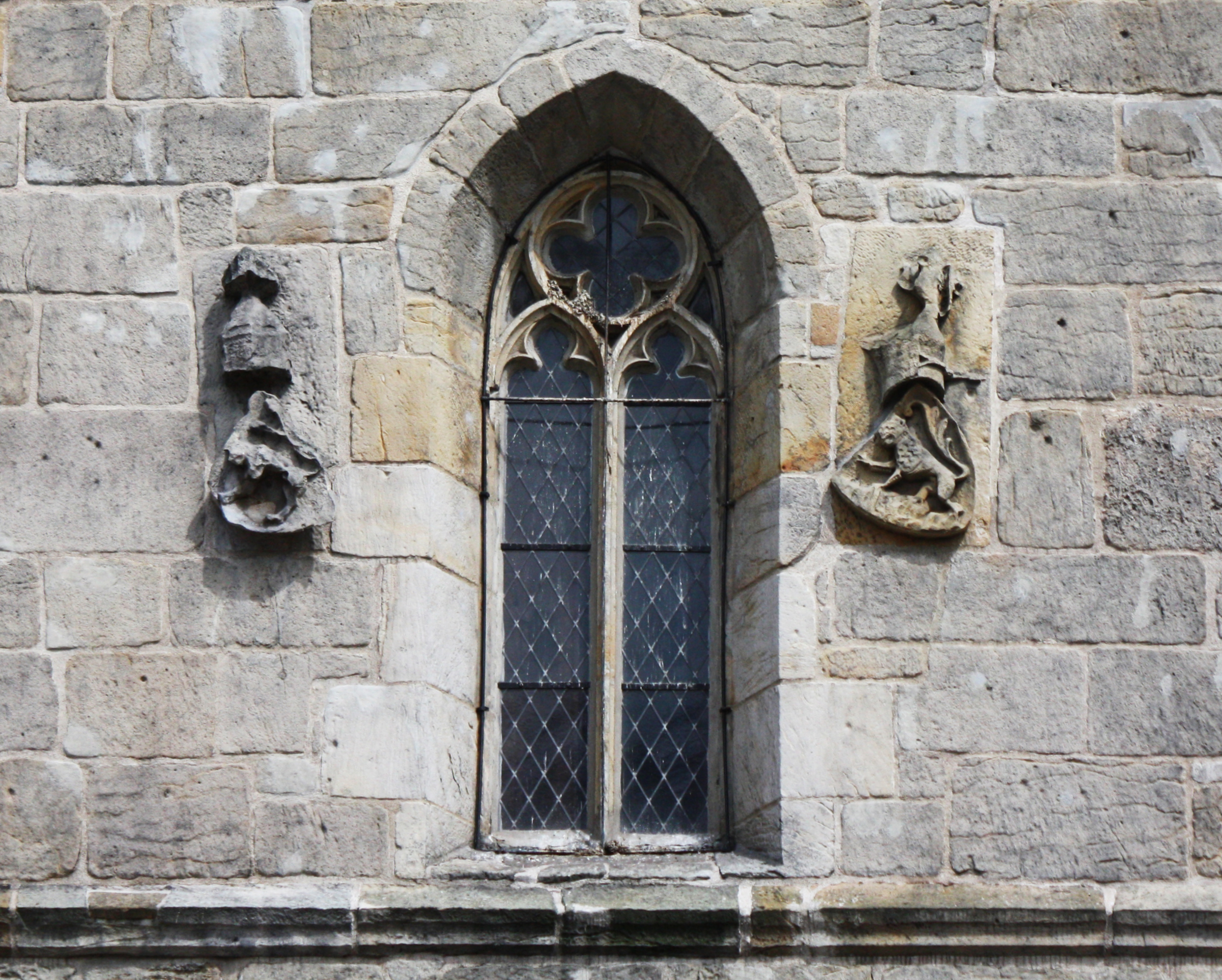
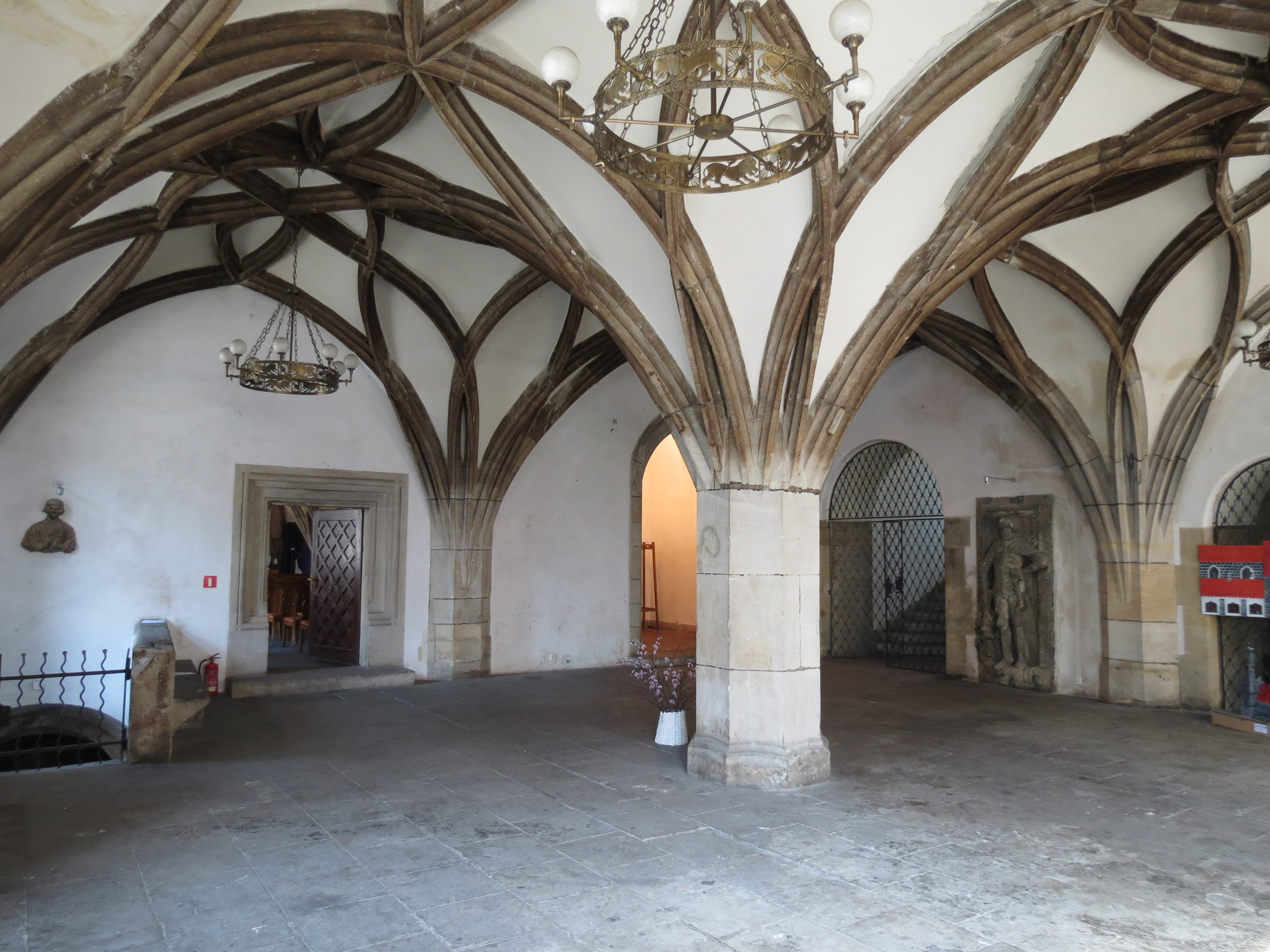

### Kościół WNMP
Romańsko-Gotycki kościół Wniebowzięcia Najświętszej Maryi Panny, zbudowany w założeniu katedralnym, pochodzi z XIII wieku i jest jednym z najważniejszych zabytków sakralnych w Lwówku Śląskim. Wewnątrz można zobaczyć liczne zdobienia, renesansową chrzcielnicę i ołtarz z okresu neogotyku. Kościół słynie również z pięknych witraży oraz dwóch strzelistych wież.

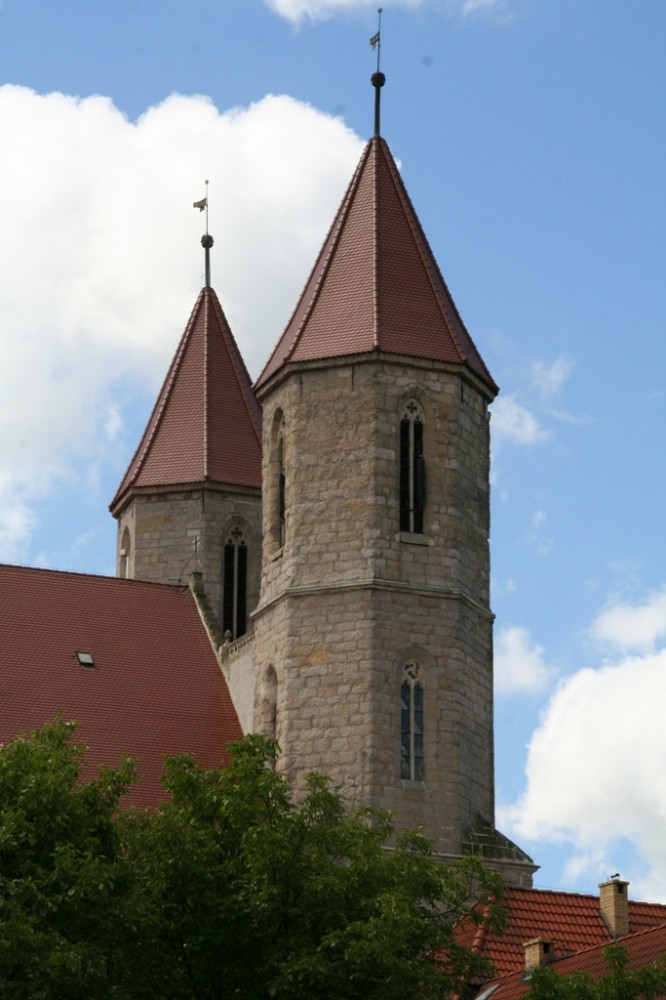
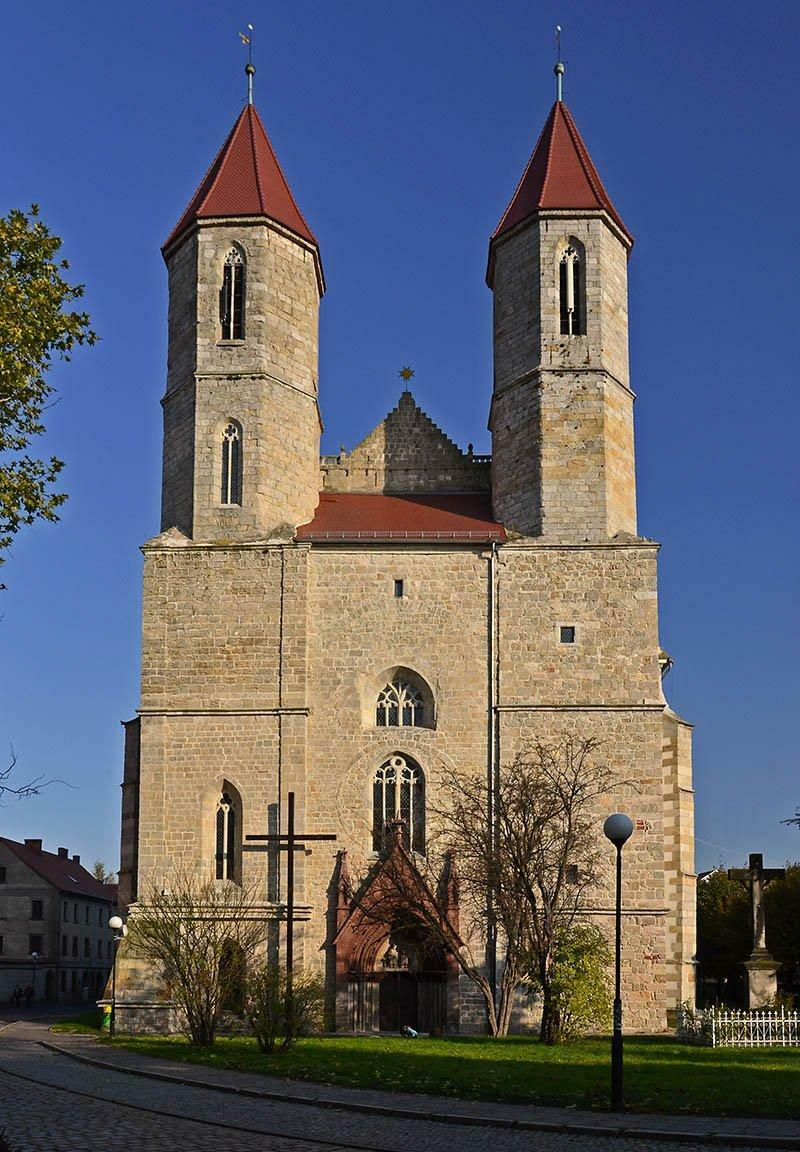
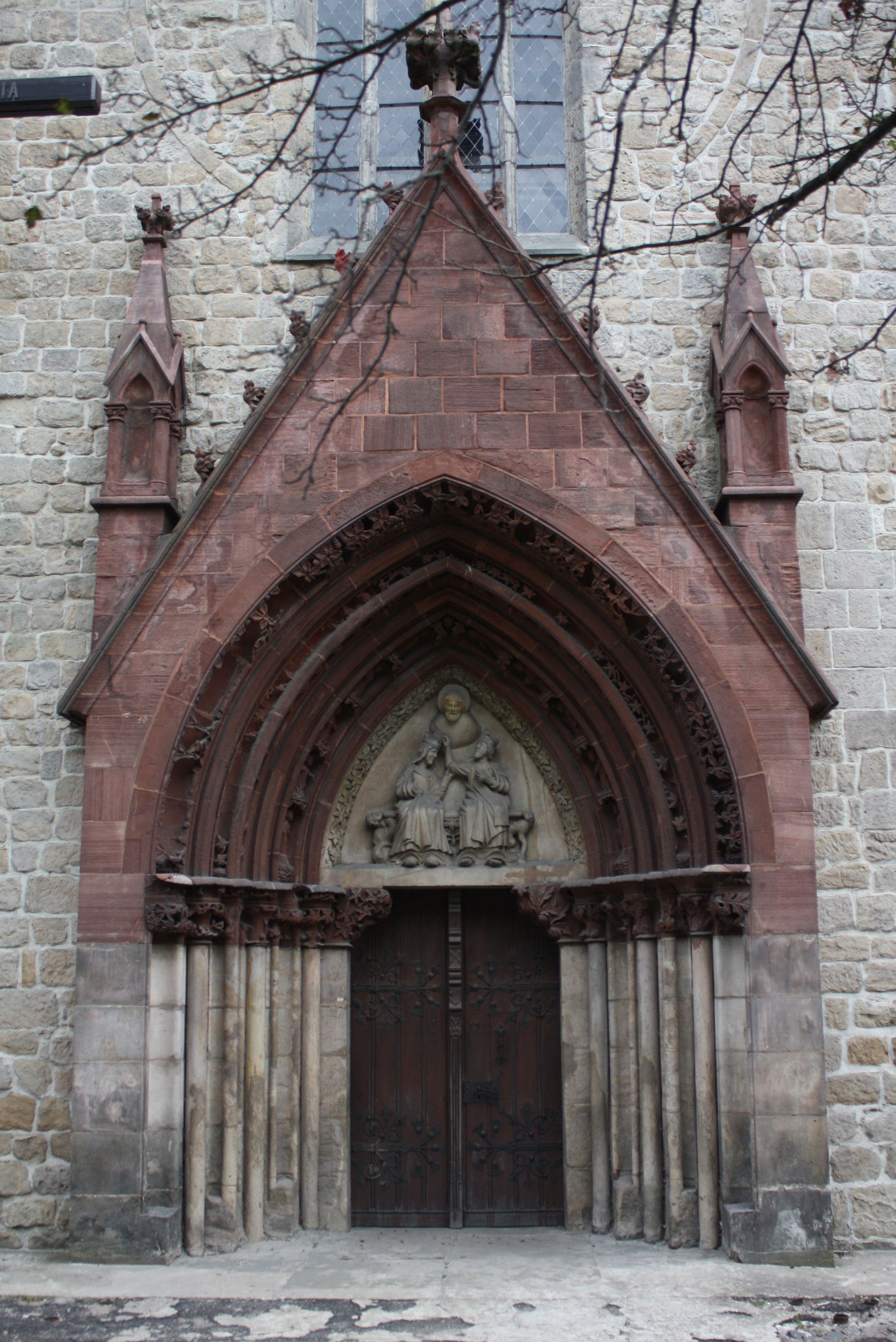
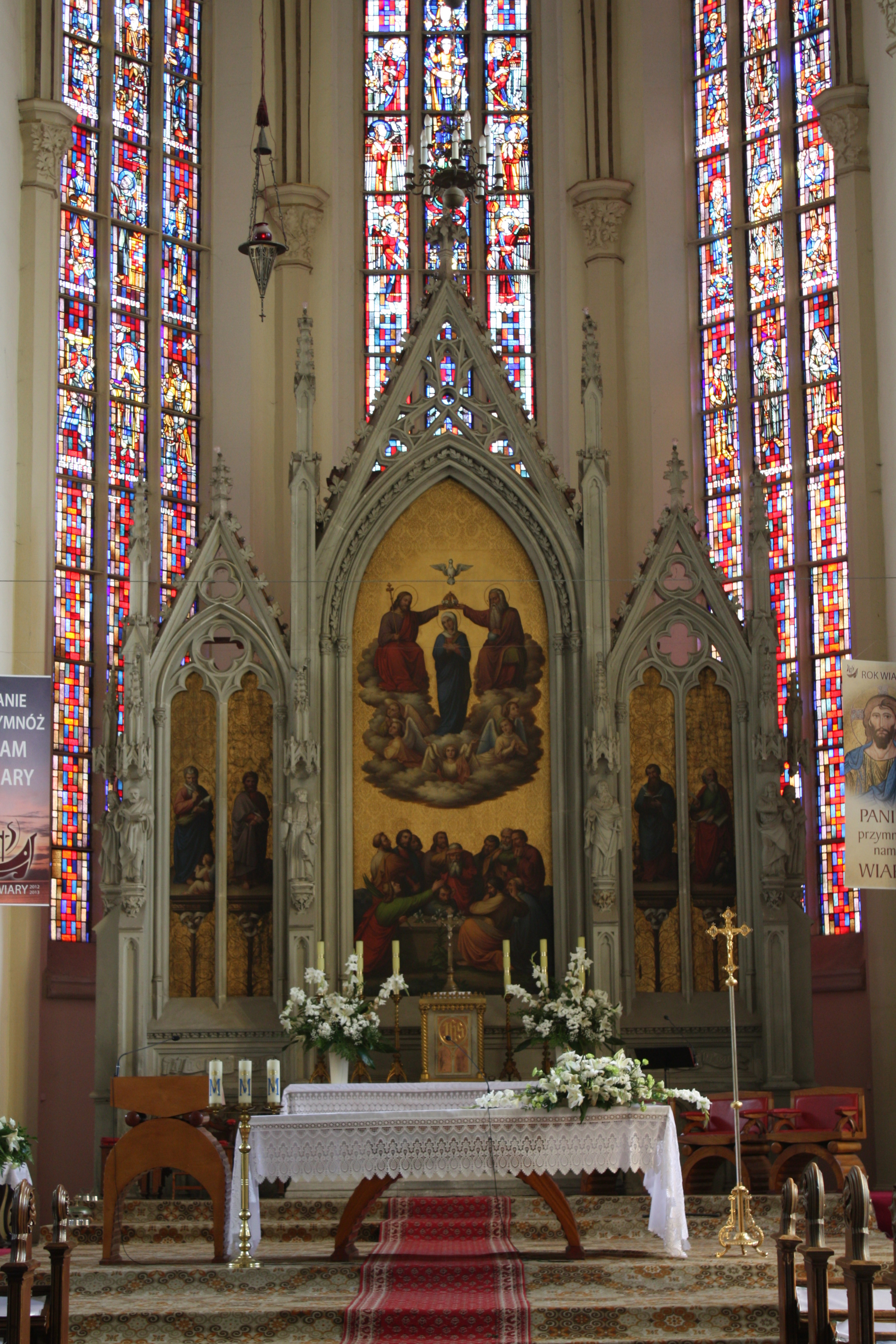

### Mury miejskie i wieże strażnicze
Mury miejskie Lwówka Śląskiego, wybudowane w XIV wieku, pełniły funkcję obronną i otaczają całe Stare Miasto. Do dziś przetrwały niemal kompletnie wraz z dwiema wieżami strażniczymi, które nie są udostępniane zwiedzającym. Mury miejskie stanowią jeden z najważniejszych zabytków obronnych Dolnego Śląska.

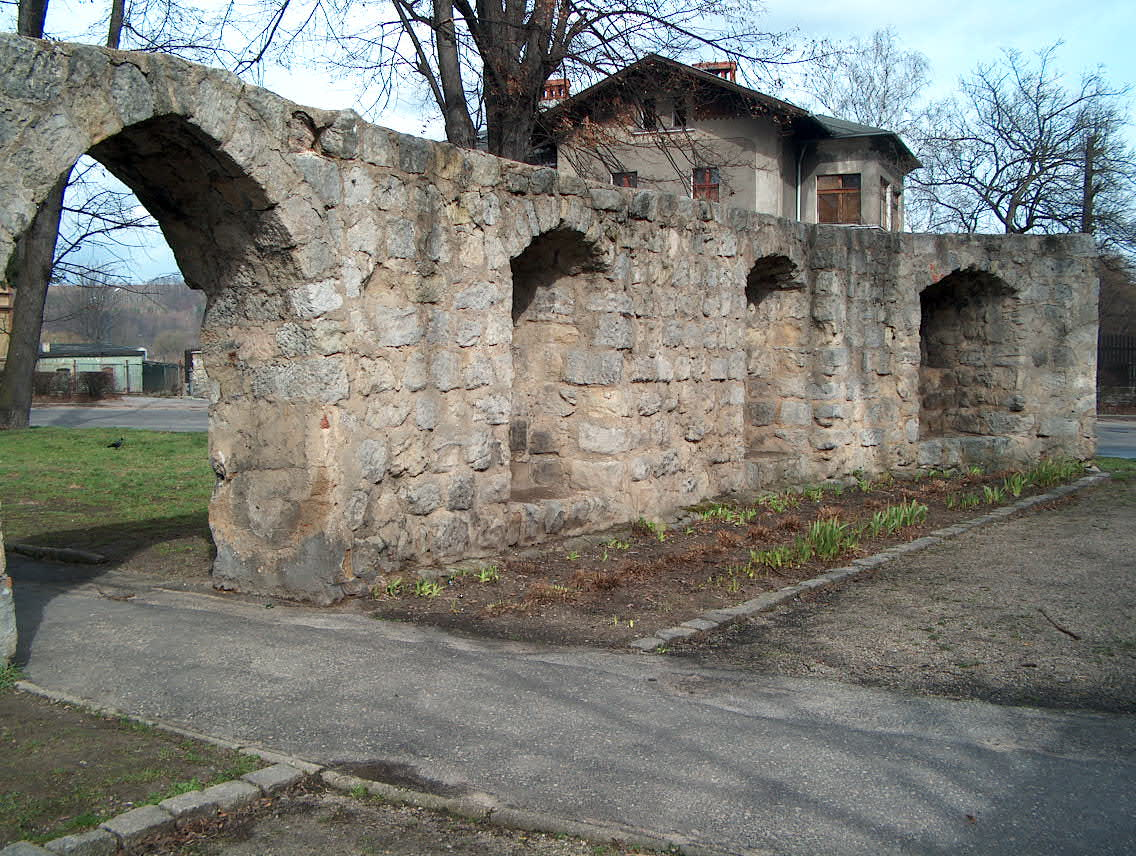
Bastion Archonattiego
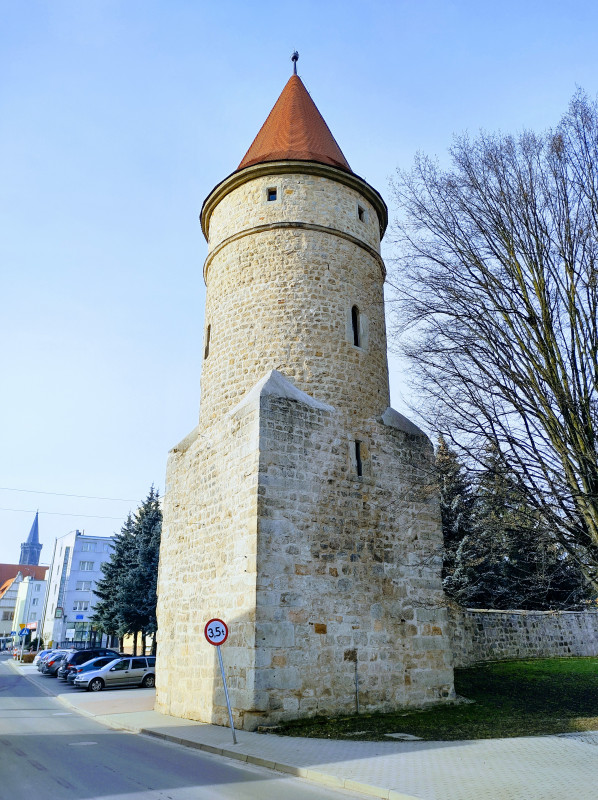
Brama Bolesławiecka
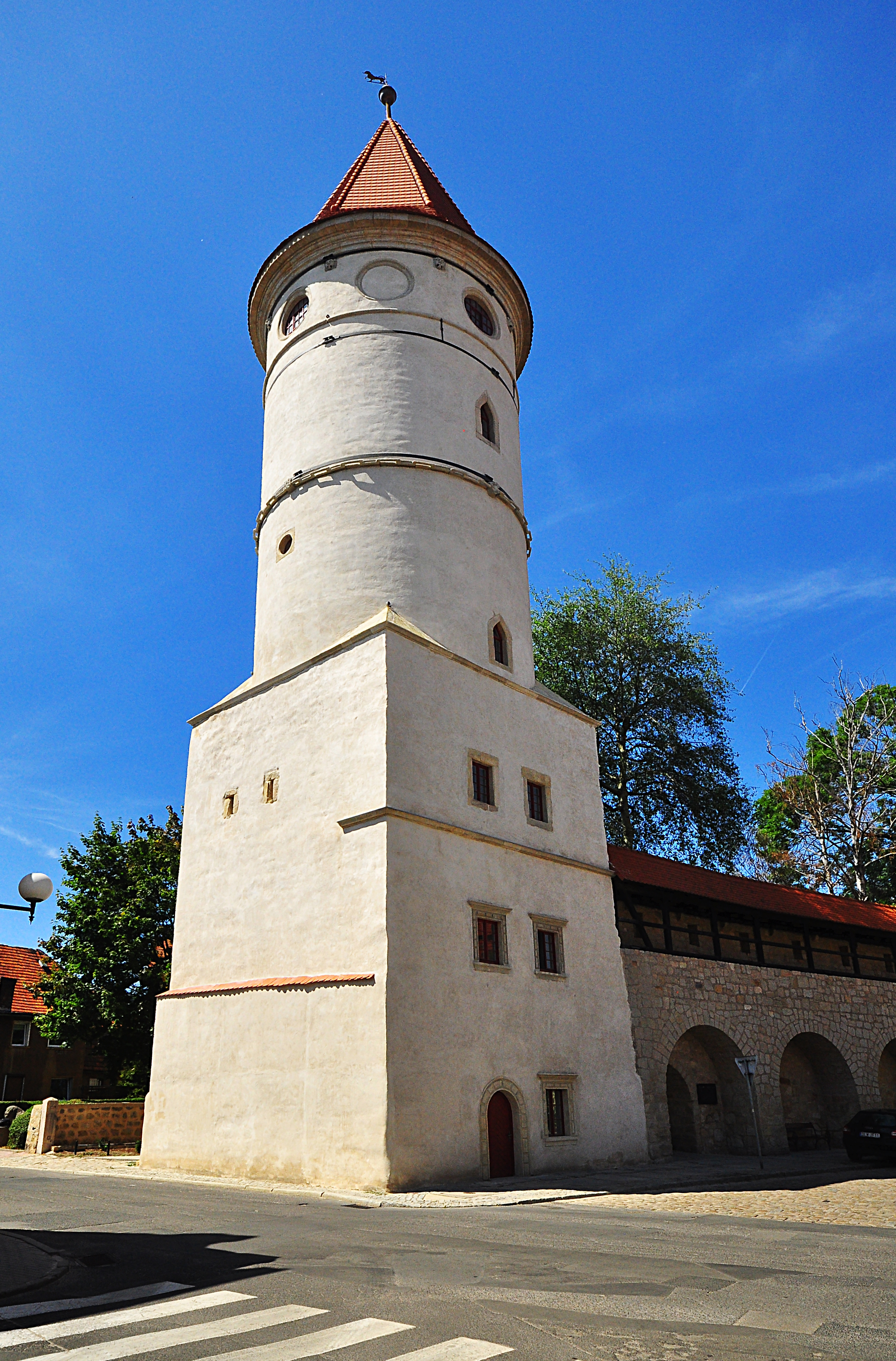
Brama Lubańska
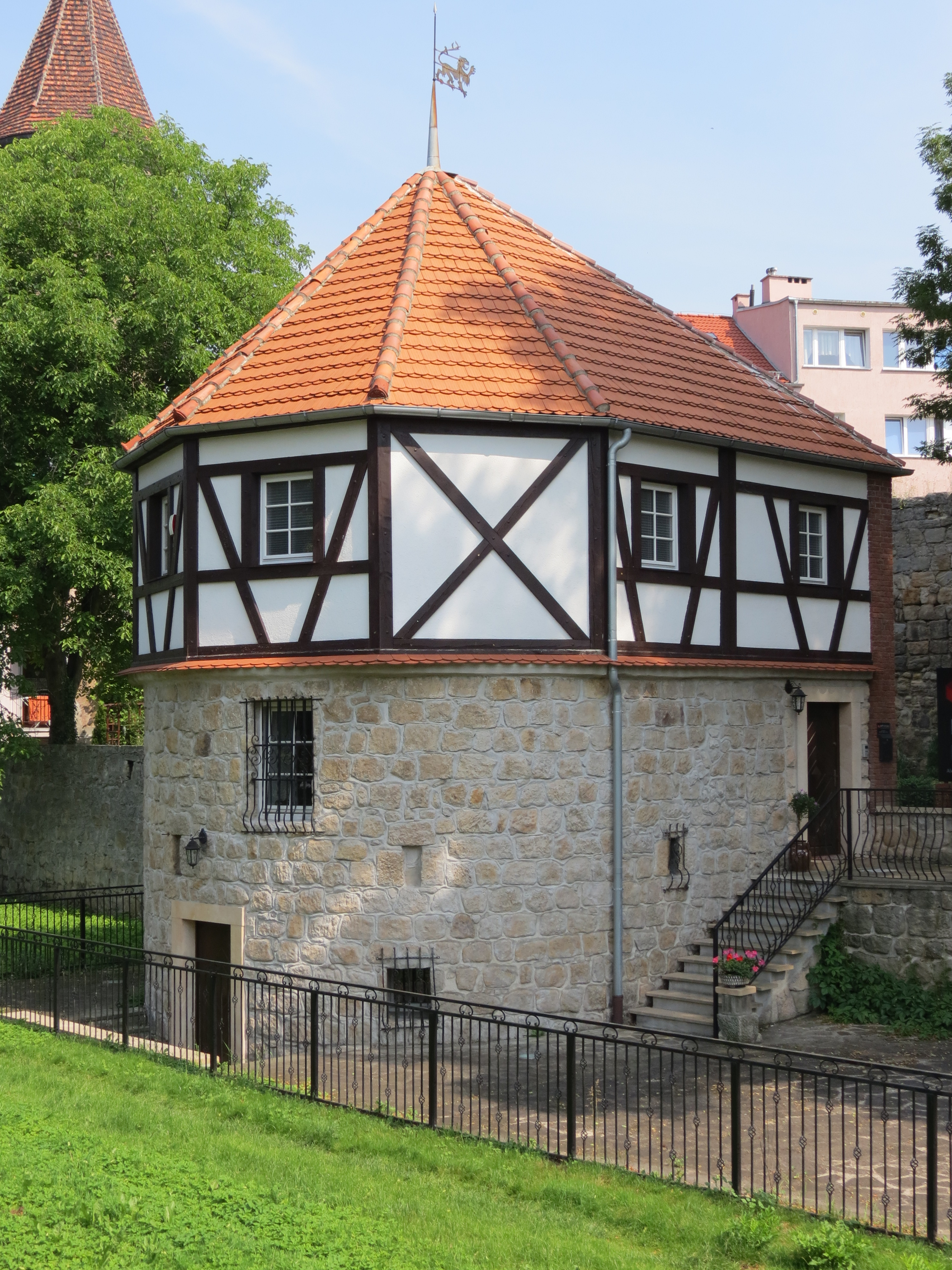
Basteja
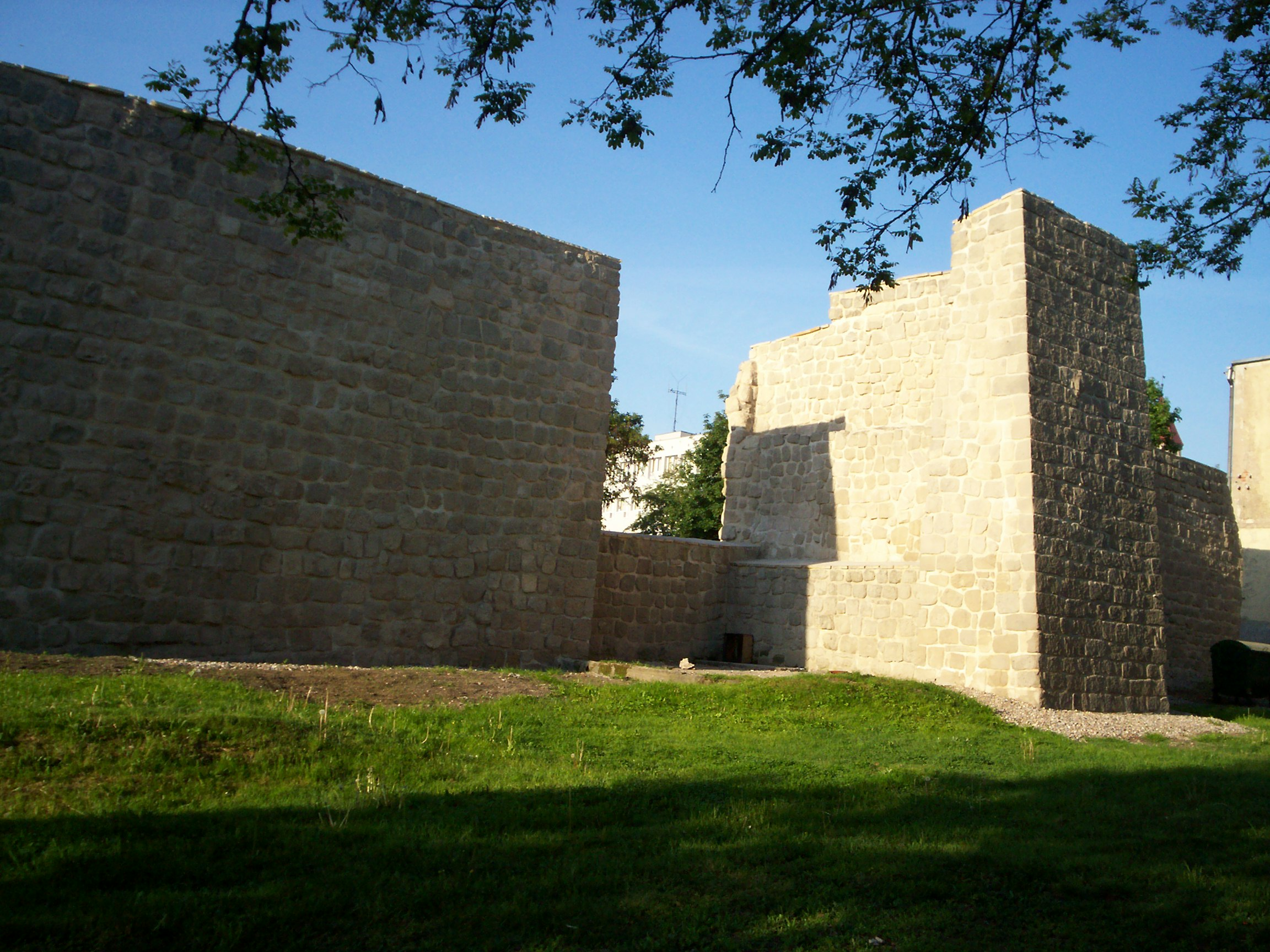
Mury miejskie

### Zabytkowe kamienice
Kamienice wokół rynku pochodzą głównie z okresu renesansu i baroku, a ich fasady są bogato zdobione detalami architektonicznymi, takimi jak gzymsy, pilastry i sztukaterie wraz ze znakami cechowymi. Każda kamienica ma swoją unikalną historię, niektóre były własnością bogatych mieszczan, inne burmistrza, kupców, rzemieślników.

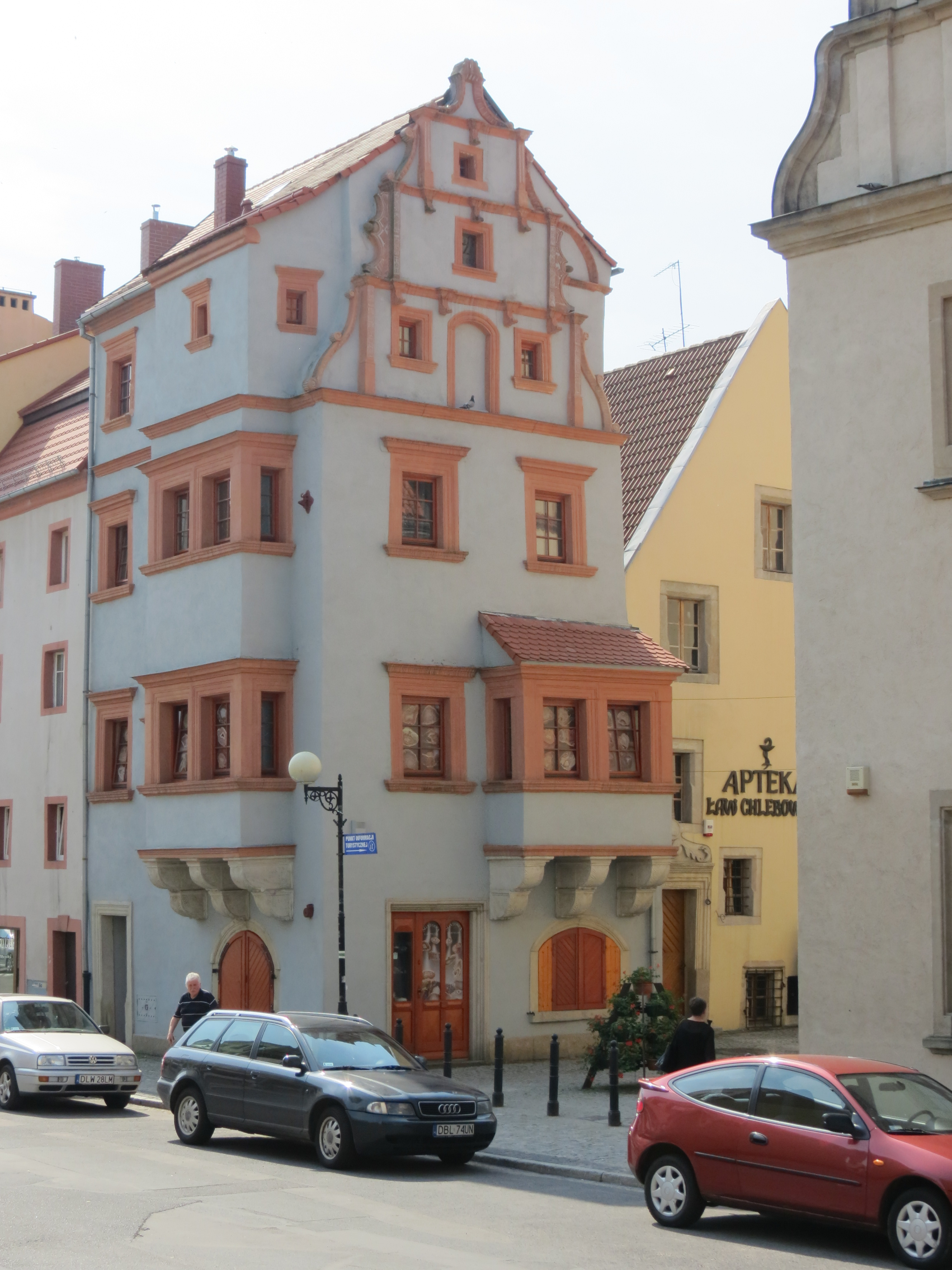
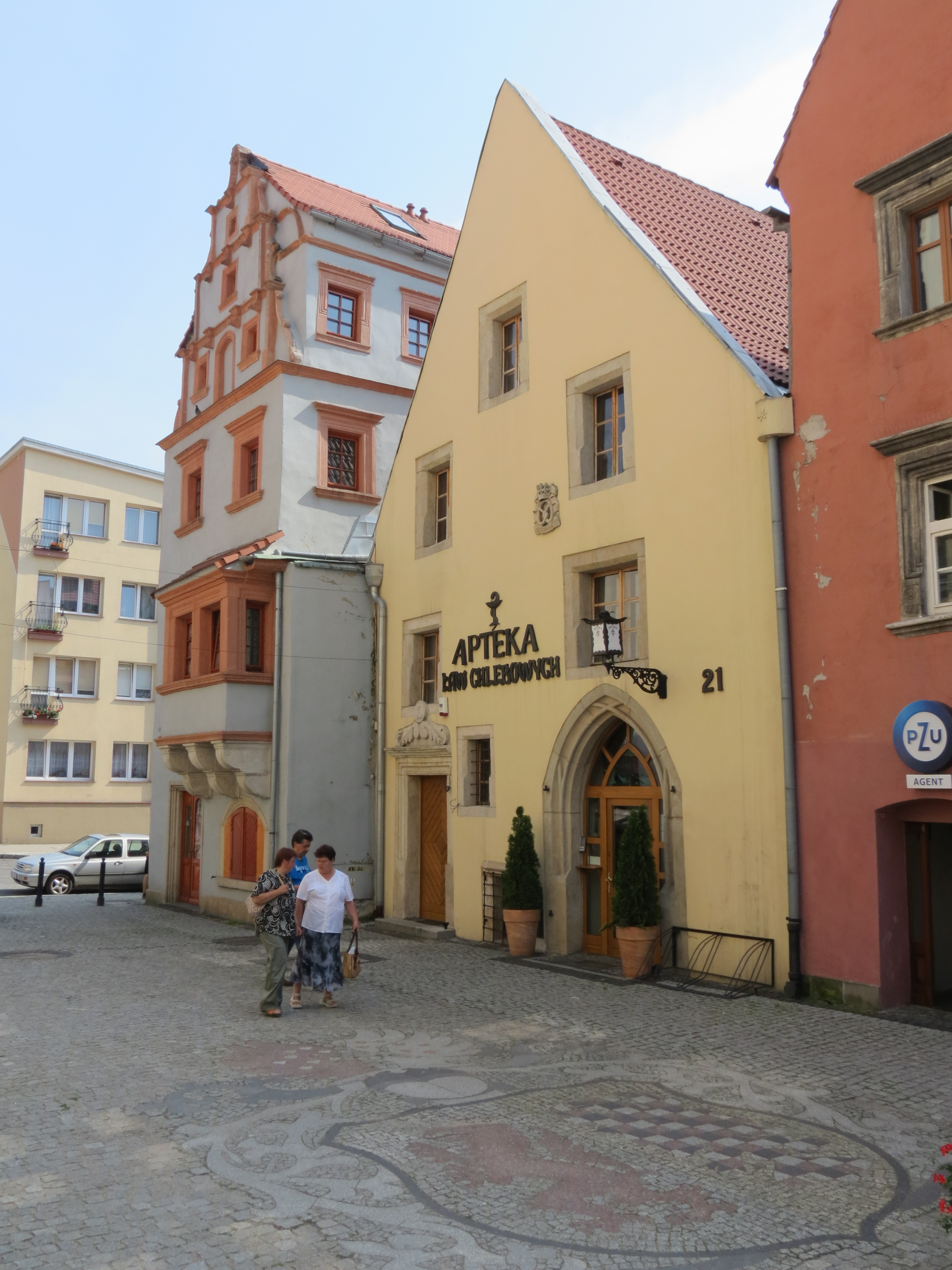
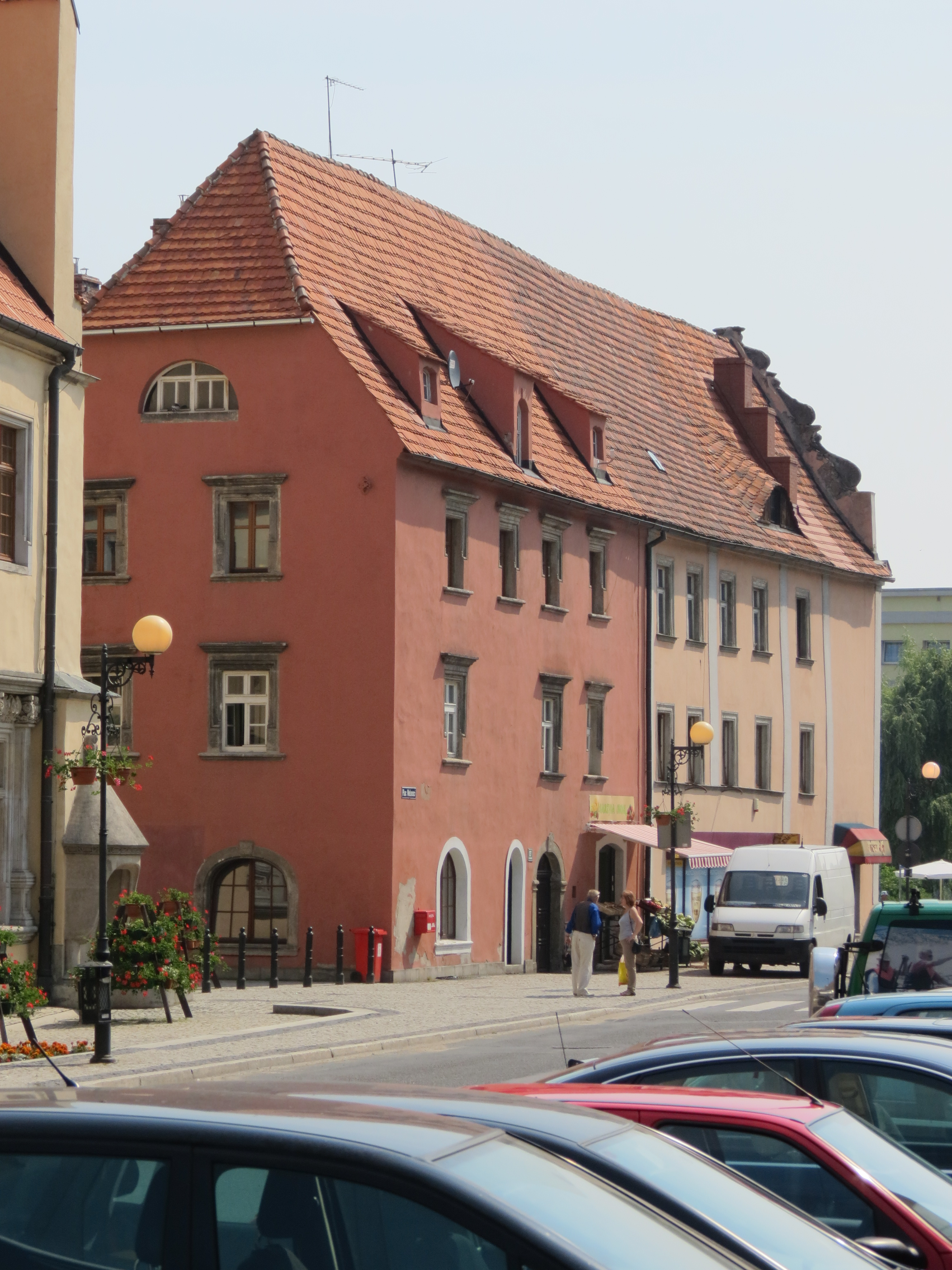
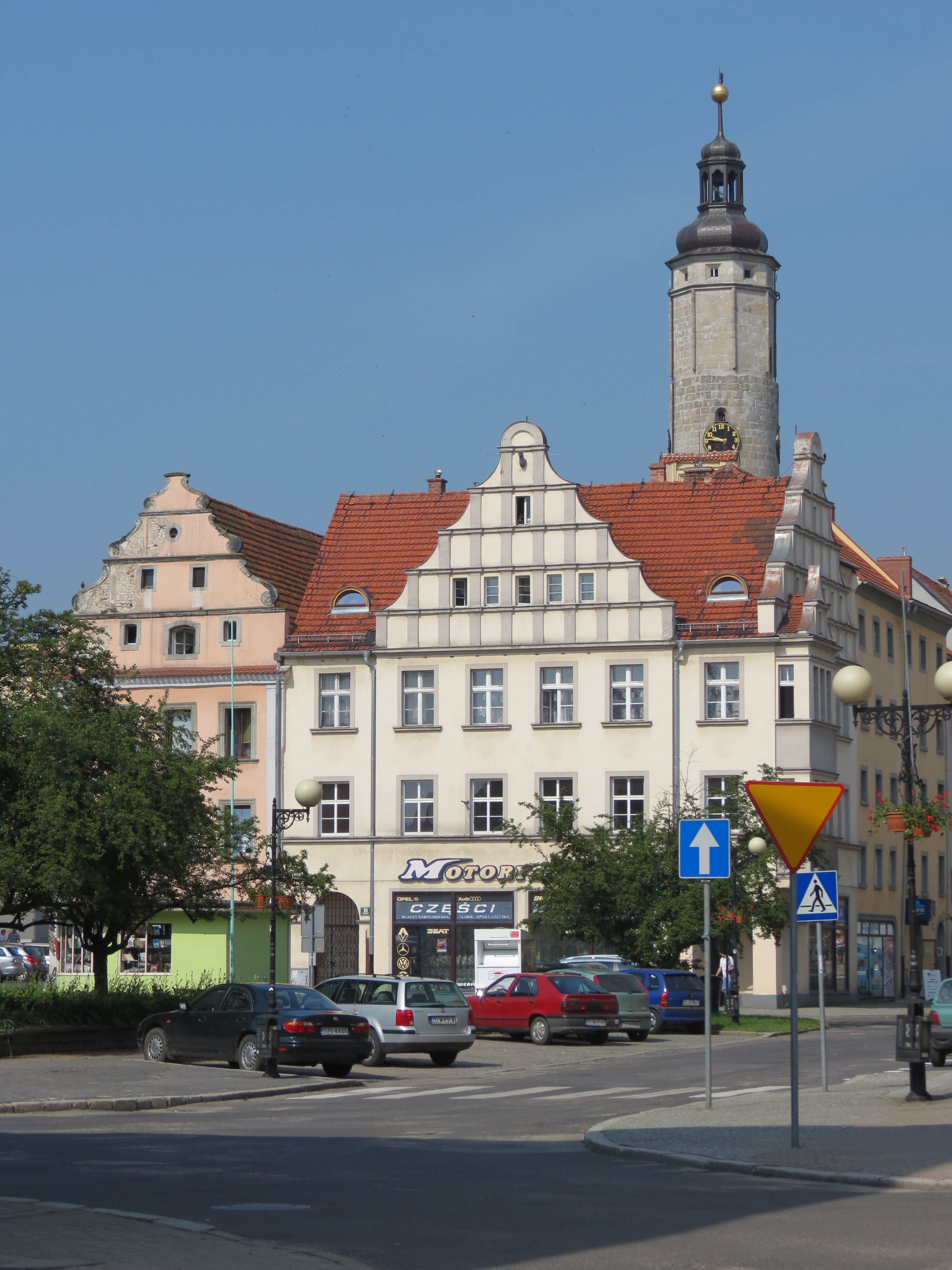

### Fontanny miejskie
Cztery fontanny miejskie zlokalizowane na terenie Starego Miasta, w tym trzy w ścisłym rynku stanowią ważny element tkanki obiektów architektonicznych miasta. Na Dolnym Rynku znajduje się Fontanna Sukienników - największa w rynku. Fontanna z Sową zdobi południową ścianę ratusza. Górny Rynek zdobi Fontanna z Lwem - symbolem Lwówka. Na południowej części plantów miejskich znajduje się Fontanna z Czaplą - najpóźniej odrestaurowana fontanna będąca również największą w mieście.

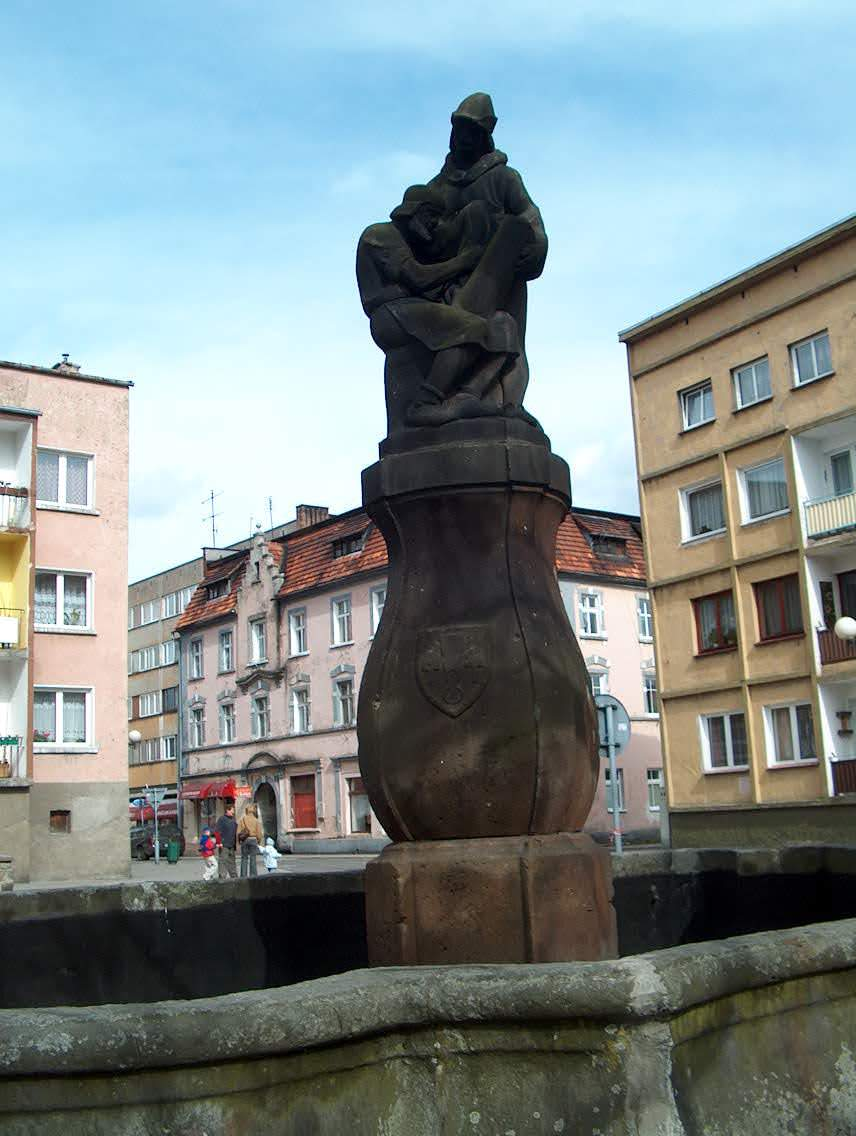
Sukienników
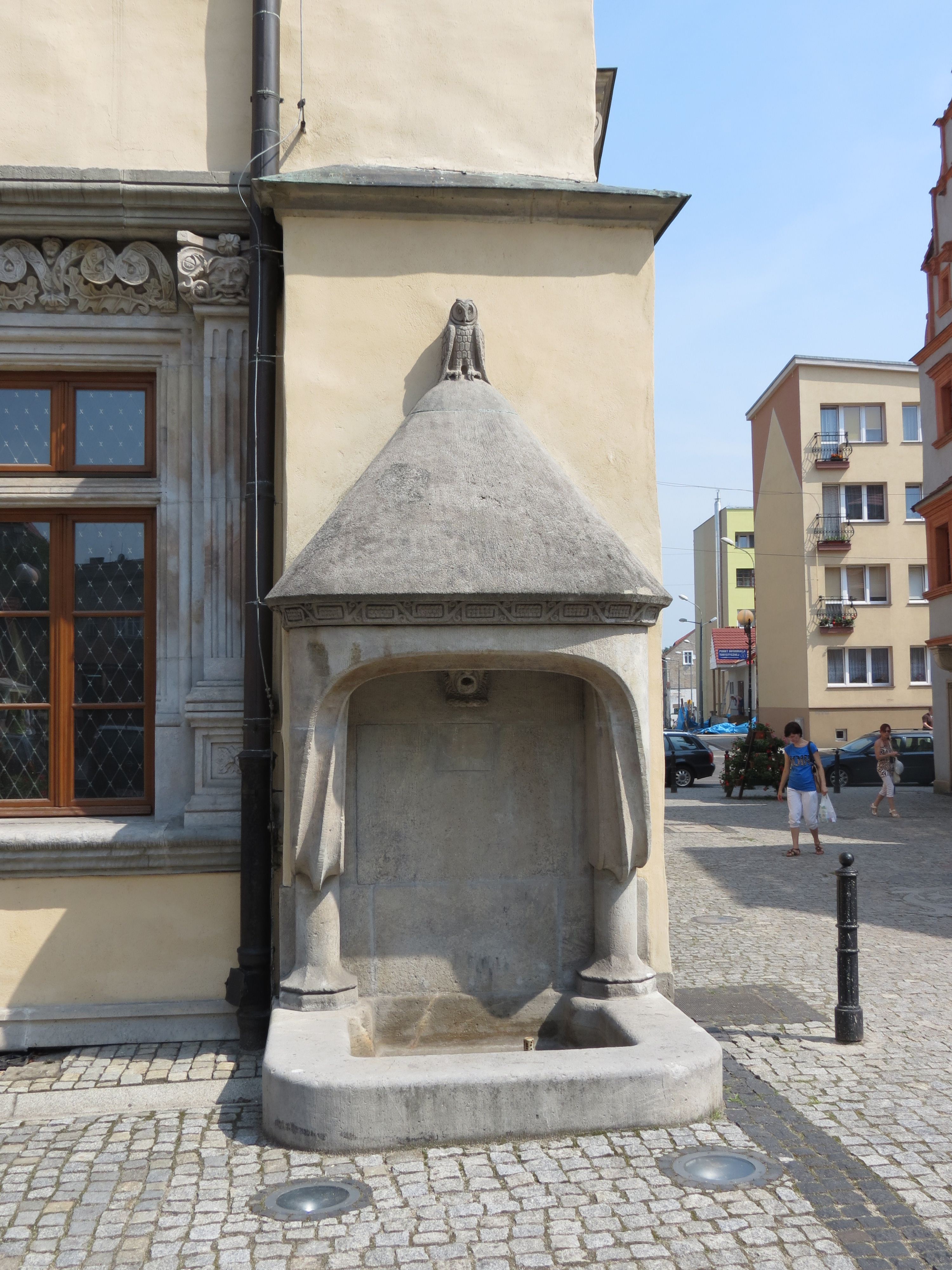
Z Sową
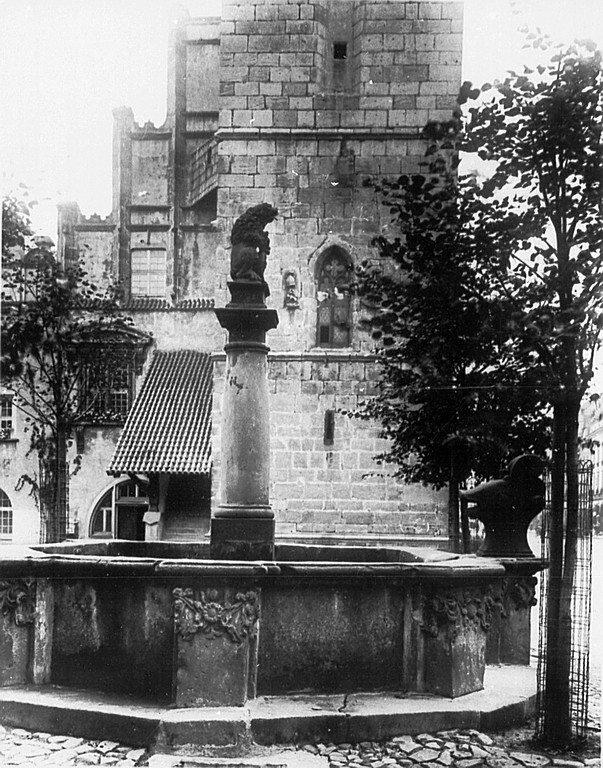
Z Lwem
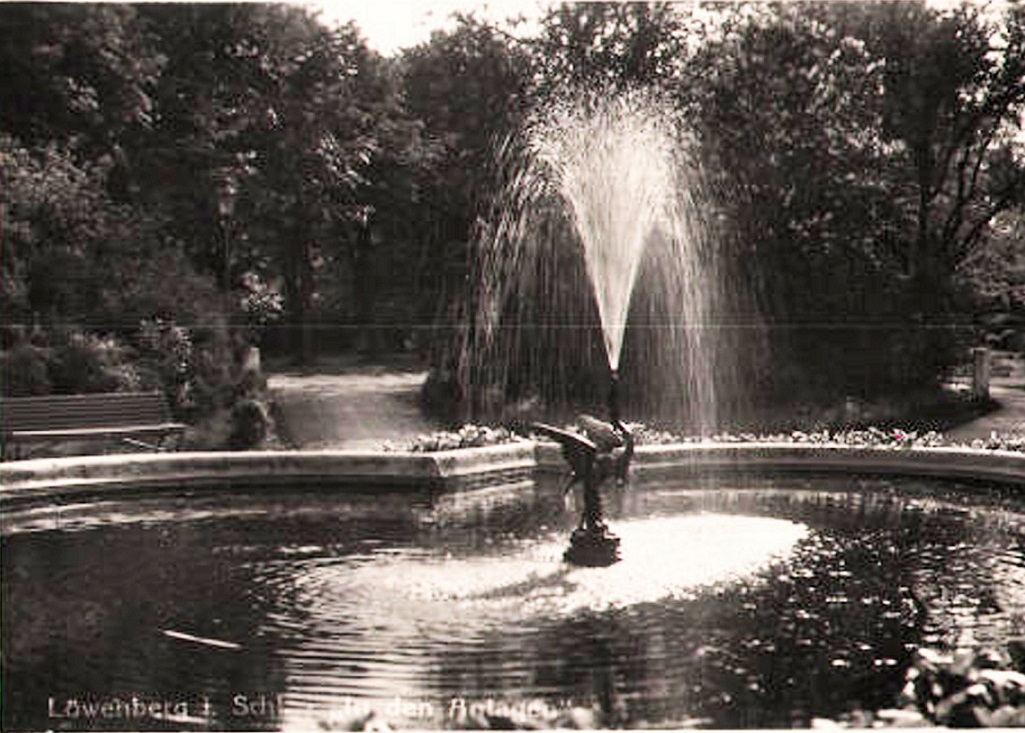
Z Czaplą

## Zabytki

### Kościoły, klasztory i kaplice
- Kaplica św. Krzyża
- Klasztor św. Franciszka z Asyżu
- Kościół św. Franciszka z Asyżu
- Kościół Wniebowzięcia Najświętszej Maryi Panny
- Zbór Kościoła Zielonoświątkowego „Betania” w Lwówku Śląskim

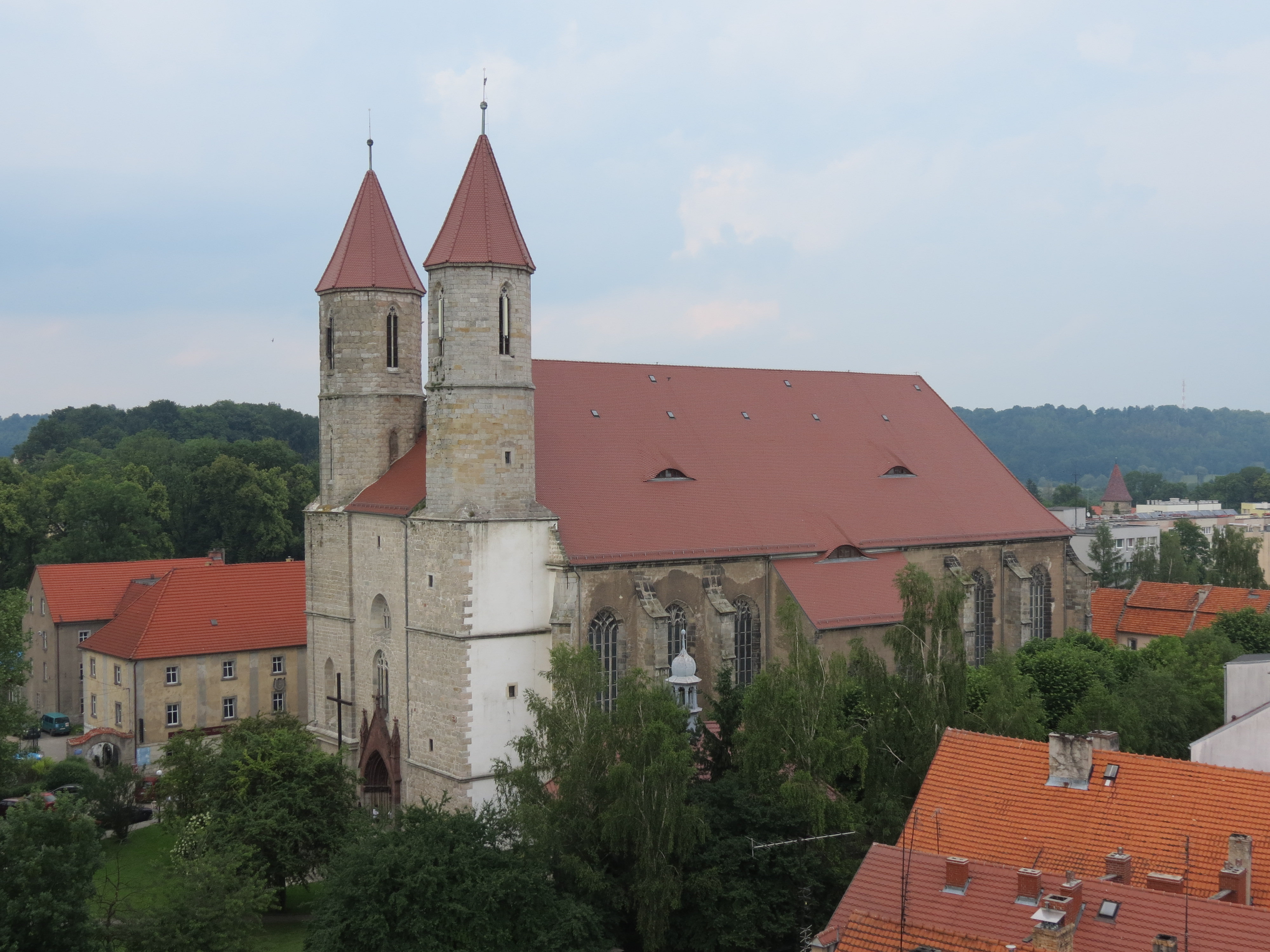
Kościół WNMP
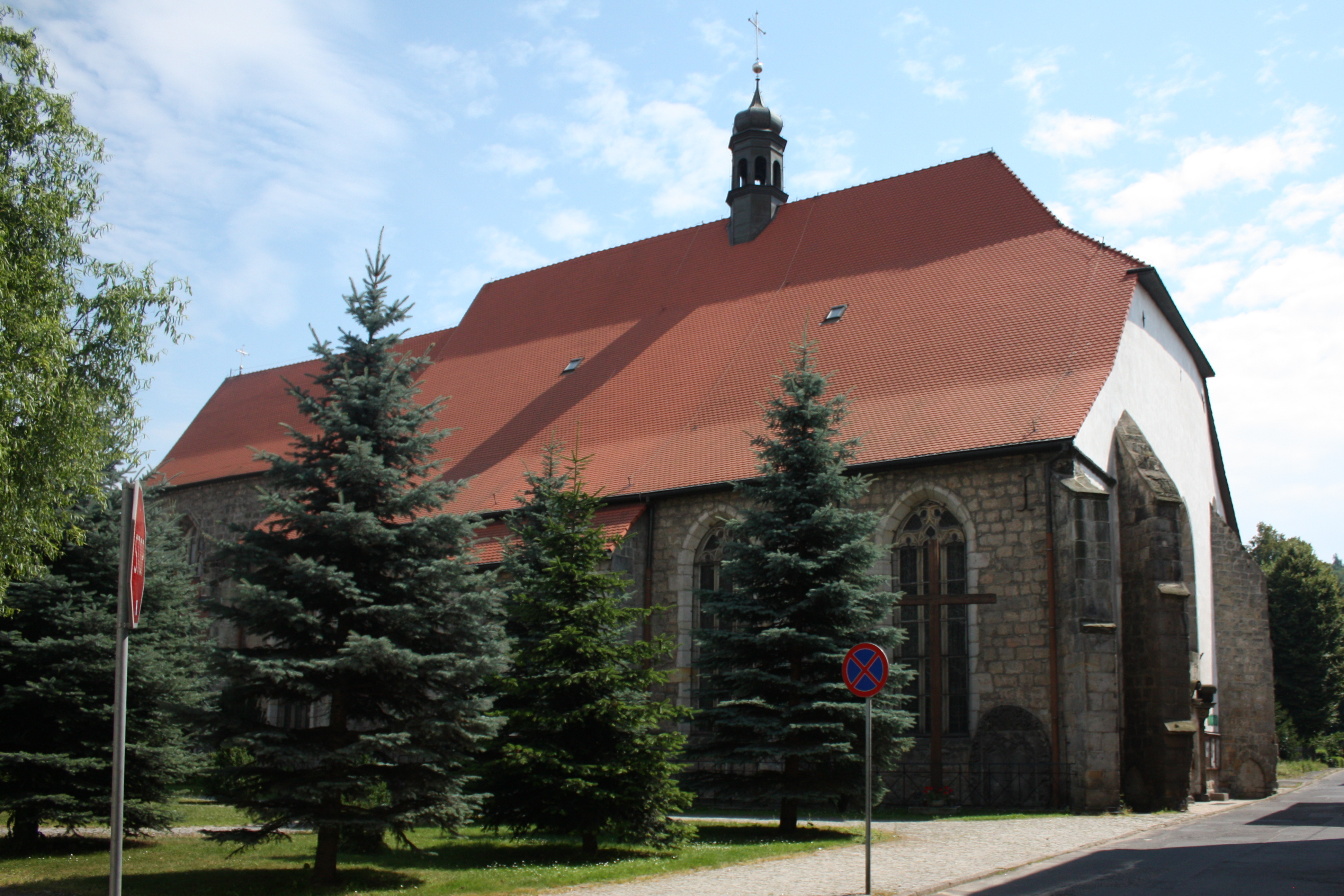
Kościół św. Franciszka
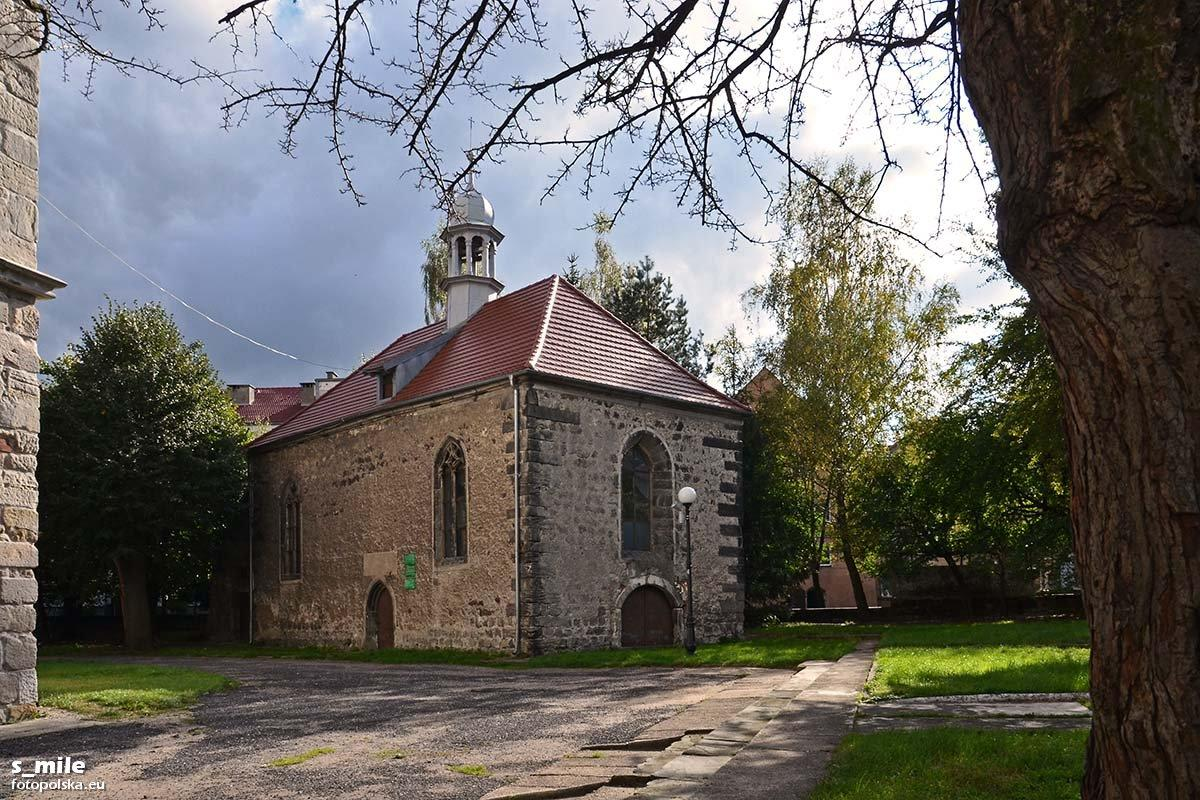
Kaplica św. Krzyża
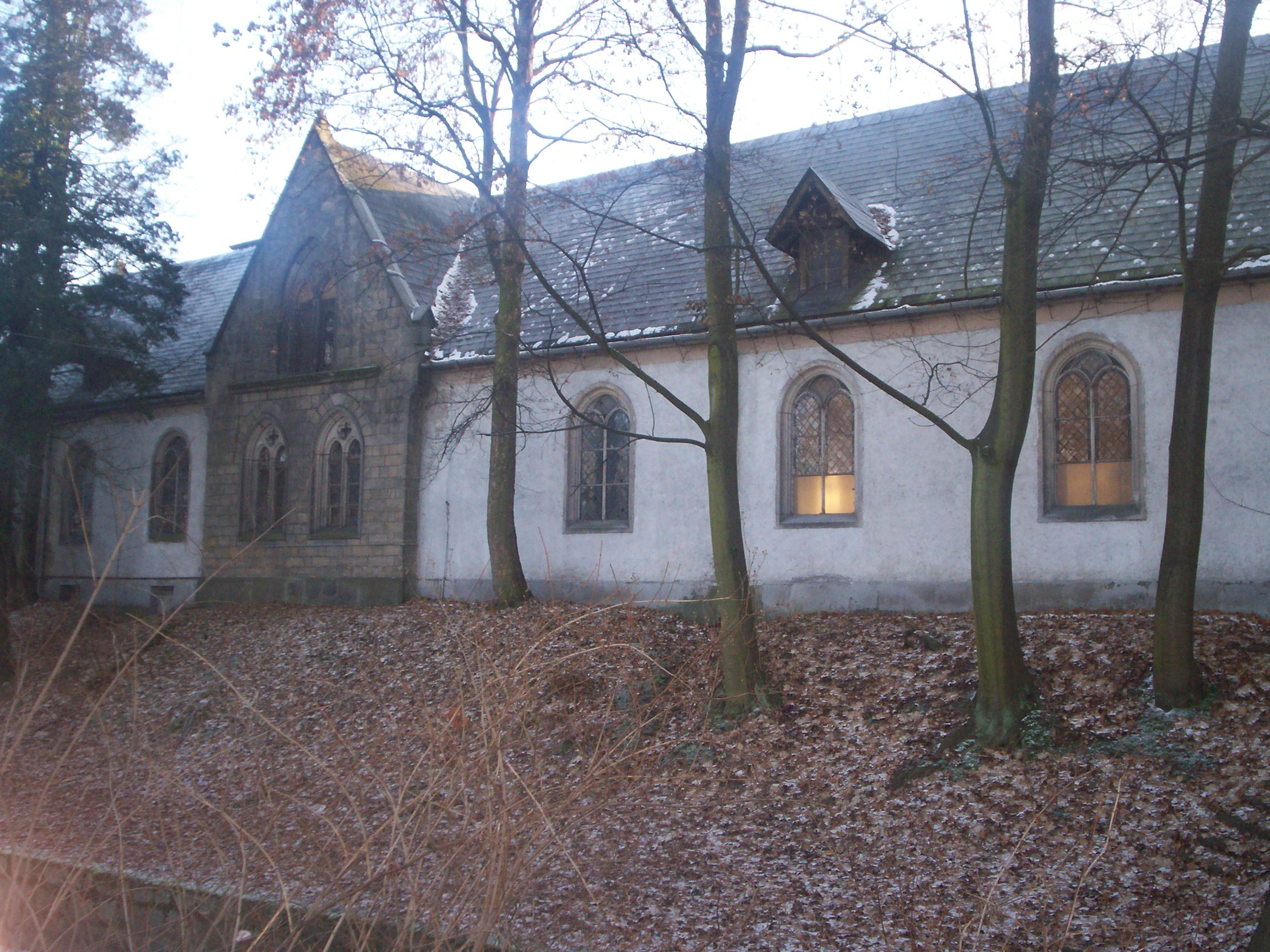
Kaplica na Cmentarzu Komunalnym

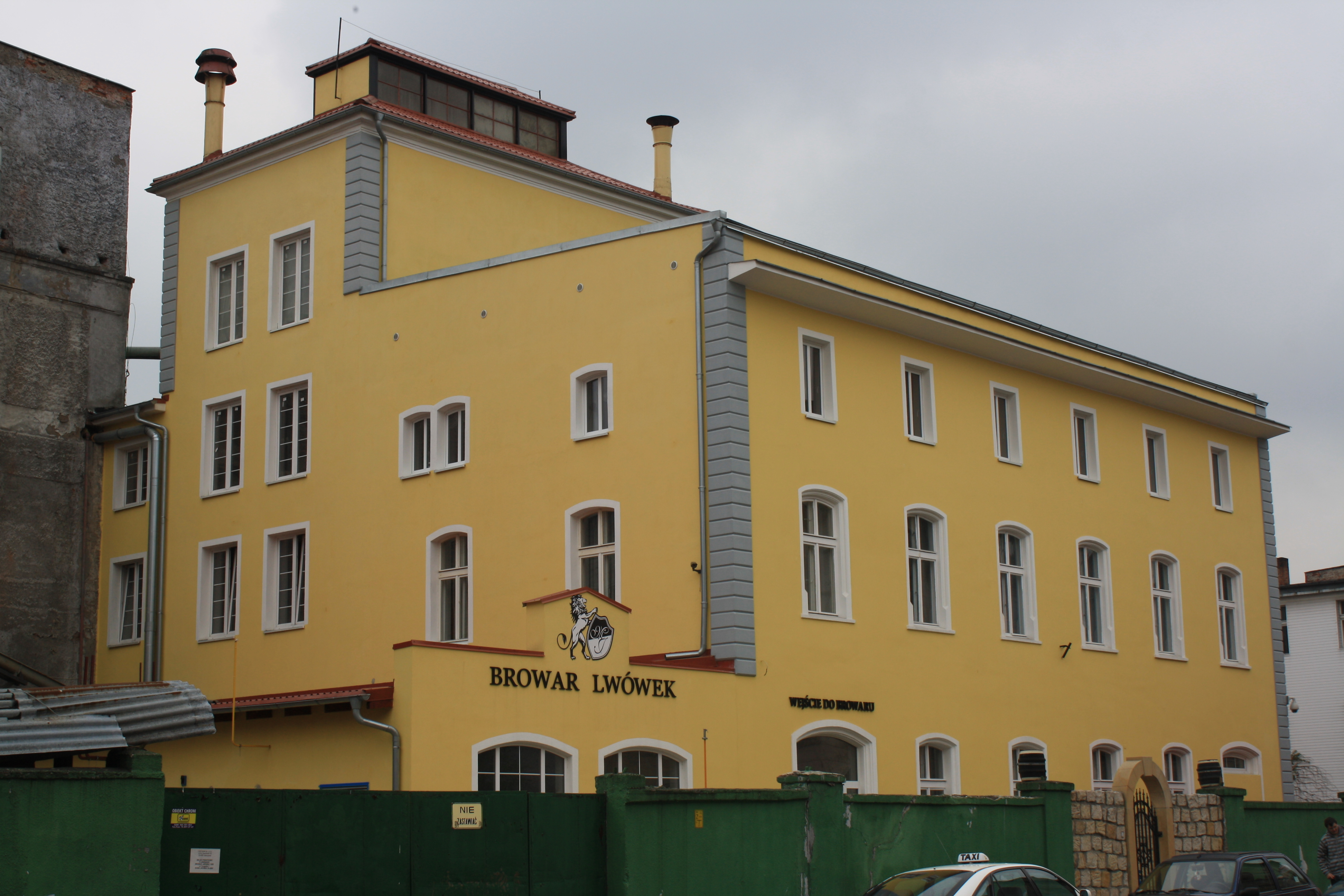
Browar Lwówek

### Muzea
- Muzeum Browarnictwa Dolnośląskiego
- Placówka Historyczno-Muzealna w Lwówku Śląskim

### Kamienice
- Renesansowe kamienice przy ulicy SzpitalnejAgatowa Kamienica
- Kamienica dawnej Łaźni

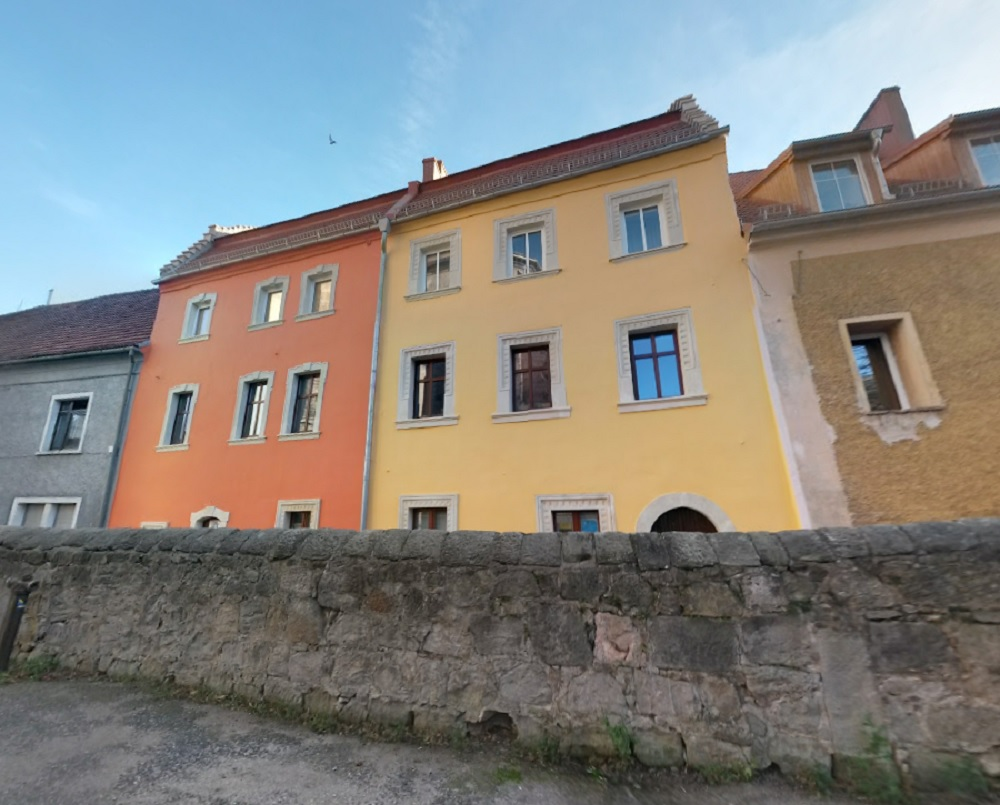
Renesansowe kamienice przy ulicy Szpitalnej

- Kamienica Ław Szewskich i Chlebowych
- Kamienica pod Koniem

### Pomniki
- Pomnik papieski św. papieża Jana Pawła II
- Pomnik kamiennego Lwa z Bucholca
- Pomnik Napoleona Bonaparte
- Pomnik Niepodległości
- Pomnik ofiar I wojny światowej
- Pomnik PCK

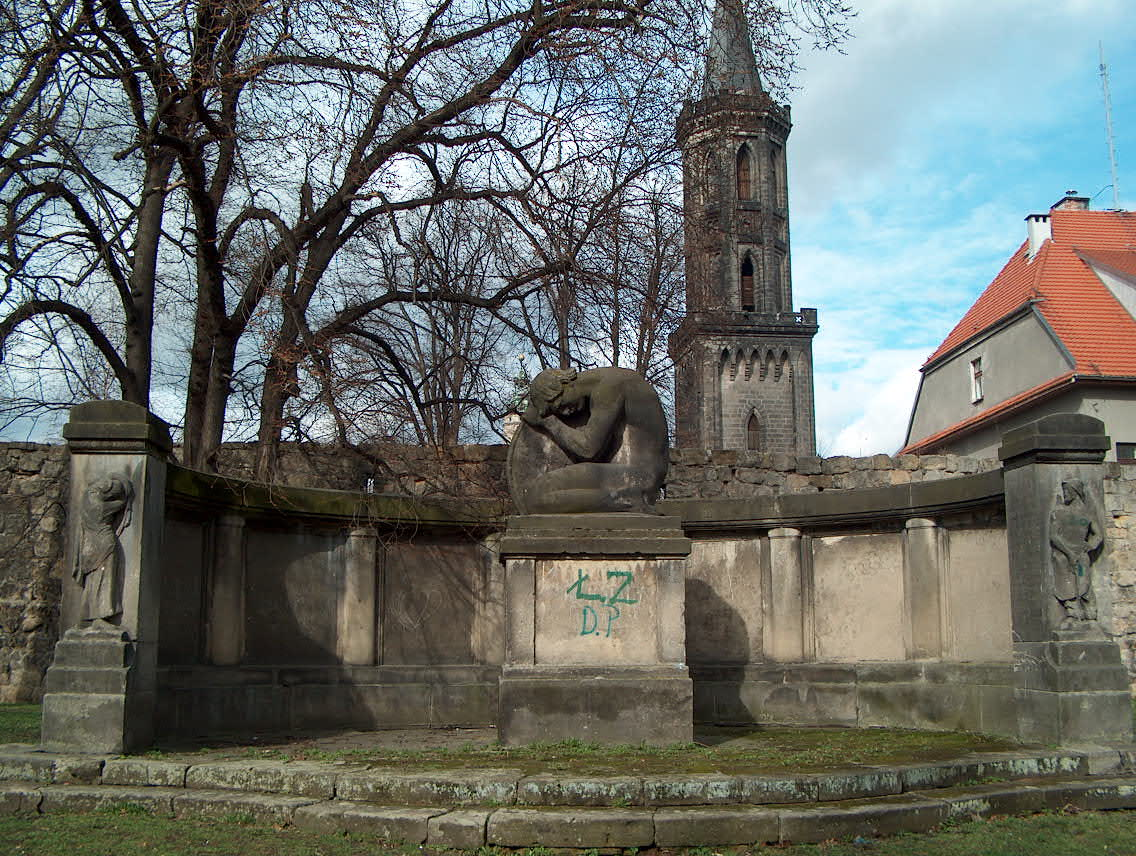
Ofiarom I wojny światowej
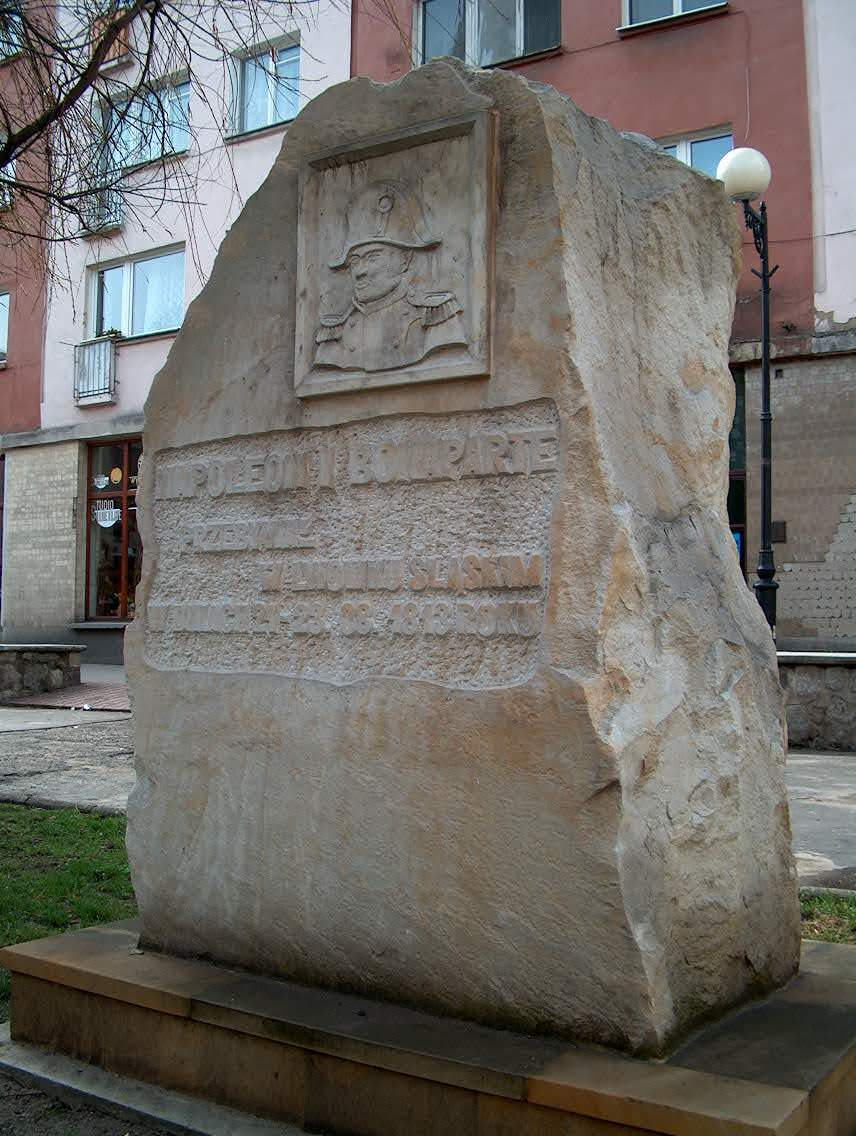
Napoleon Bonaparte
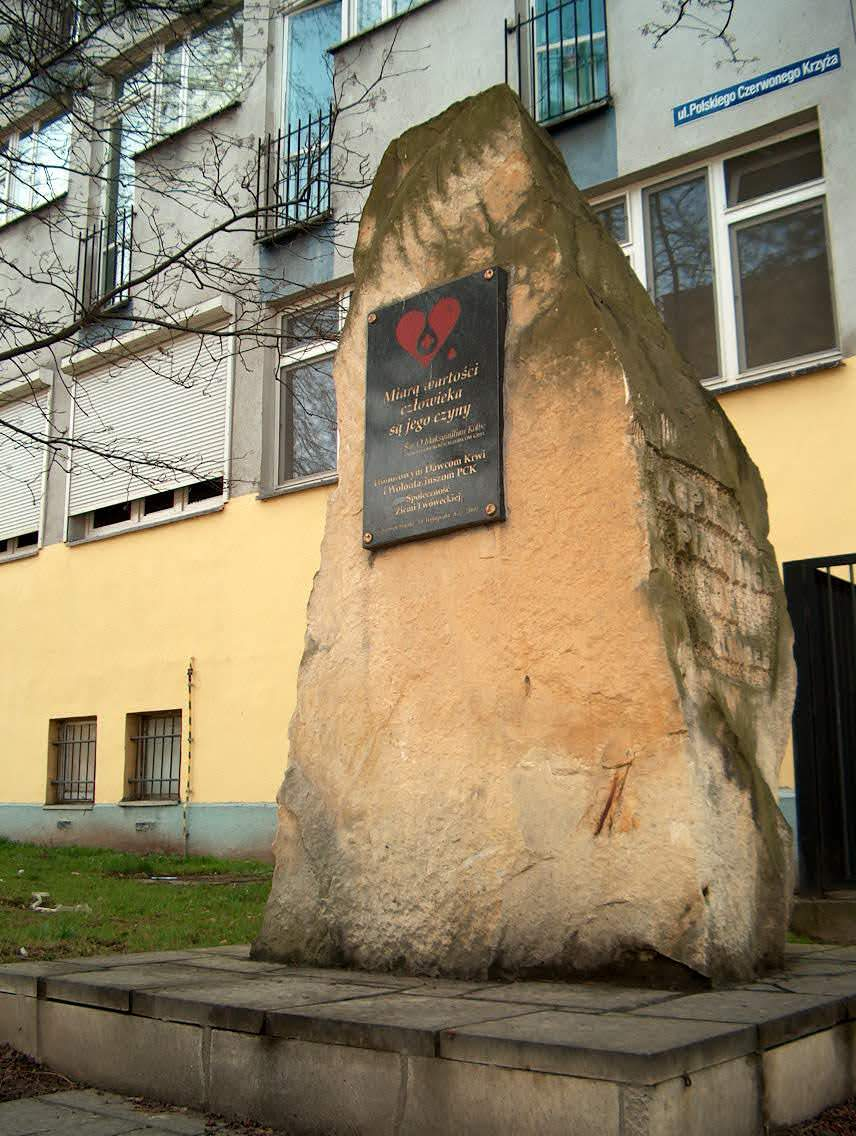
PCK
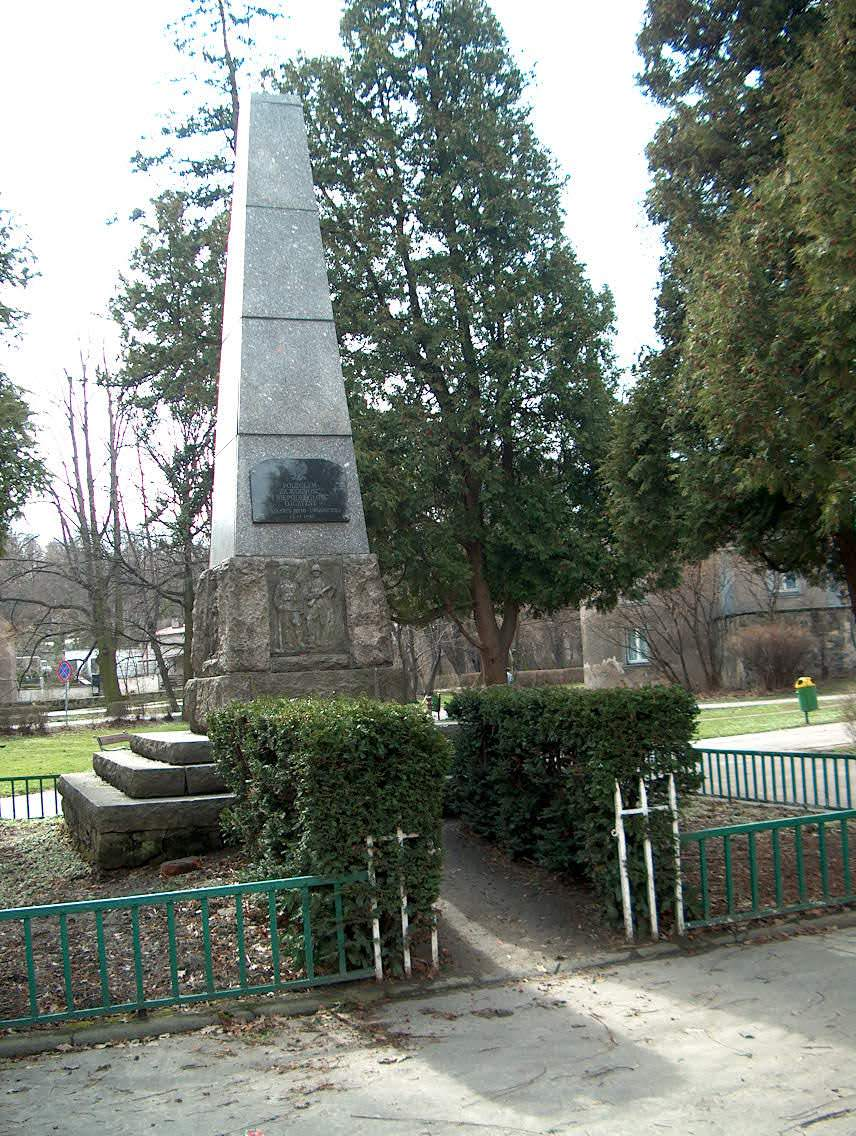
Niepodległości

## Kultura i turystyka
Stare Miasto w Lwówku Śląskim jest ważnym miejscem turystycznym, które co roku przyciąga tysiące turystów. Znajduje się tu wiele restauracji, kawiarni i muzeów, które oferują zwiedzającym możliwość poznania historii miasta. Odbywają się tu liczne festiwale i wydarzenia kulturalne, takie jak:
- Lwóweckie Lato Agatowe – najważniejsza, coroczna, lipcowa impreza, która przyciąga kolekcjonerów minerałów z całej Europy i kilkadziesiąt tysięcy turystów. To również okazja do poznania lokalnych tradycji rzemieślniczych[10][11][12][13].
- Lwówecki Zlot Motocykli – wydarzenie kulturalne z występami artystycznymi i festynem, organizowane co roku latem[14][15].
- Dolnośląski Festiwal Dary Lasu – organizowane przez nadleśnictwo wrześniowe wydarzenie zorientowane wokół tematyki leśnictwa, ekologii i natury i ochrony przyrody[16].

### Znaczenie historyczne i kulturowe
Stare Miasto w Lwówku Śląskim jest unikalnym zabytkiem Dolnego Śląska, będąc jednym z najlepiej zachowanych średniowiecznych układów miejskich w Polsce. Wartość kulturowa i historyczna tego miejsca jest nieoceniona, zarówno ze względu na architekturę, układ ulic, jak i rolę, jaką pełniło w historii regionu. Przez wieki Lwówek Śląski był miejscem spotkań handlowych, politycznych i kulturalnych.

### Ochrona zabytków
Stare Miasto zostało wpisane do gminnego rejestru zabytków i objęte ścisłą ochroną konserwatorską. Działania mające na celu ochronę historycznego charakteru miasta są finansowane z budżetu państwa oraz funduszy unijnych. Regularnie przeprowadzane są renowacje mające na celu zachowanie i konserwację oryginalnych elementów architektury, takich jak freski, fasady kamienic i murów miejskich.